# 肩をすくめるアトラスの登場人物一覧
肩をすくめるアトラスの登場人物一覧（かたをすくめるアトラスのとうじょうじんぶついちらん）は、アイン・ランドの1957年の小説『肩をすくめるアトラス』（原題: Atlas Shrugged）に登場する、架空の人物の一覧である。

## 主要登場人物

### 主人公側

#### ダグニー・タッガート
Dagny Taggart
本作品の主人公。曽祖父が創業したタッガート大陸横断鉄道で、業務取締役副社長（Vice-President in Charge of Operation）を務める。社長の兄ジェイムズが無能なため、彼女がこの鉄道の全運営に責任を負っている。物語の開始時点で34歳。
「きりりとした口」の「鋭利な」顔立ち。「官能的な唇」をしている。30代であることを感じさせるのは口と目もとぐらいで、若い娘のような顔をしている。目は深い灰色。髪は褐色で肩まで伸ばしている。「華奢で神経質そう」なすらりとした体格で、まっすぐ伸びた長い脚に「女らしい優雅さ」があると描写されている。
物心つくころから鉄道に人生を捧げることを当然と感じながら育つ。9歳の時に将来タッガート大陸横断鉄道の経営者になることを決意し、16歳でタッガート大陸横断鉄道の田舎駅で夜間オペレーターとして働き始める。幼なじみのフランシスコ・ダンコニアが幼少期につけたあだ名は「スラッグ」（「機関車のボイラーの大きな炎」の意）。少女時代に唯一好きだった課目は数学で、大学では工学を専攻。大学在学中も最初の2年は鉄道での夜勤を続ける。
大学卒業後、タッガート大陸横断鉄道の業務部門で責任ある仕事を次々に引き受け、誰よりも速く出世する。29歳のときに当時社長だった父が世を去り、5歳上の兄ジェイムズが社長を継ぐ。社長交替から3年後、ジェイムズが任命した上司（業務取締役副社長）の無責任さと度重なる妨害に嫌気がさし、自分を業務取締役副社長にするようジェイムズに要求。要求が受け入れられない場合は会社を去ると迫る。「女性の業務取締役副社長は前例がない」とジェイムズに反対され、辞職を表明するが、取締役会の満場一致で、業務取締役副社長に任命される。このとき32歳。

#### フランシスコ・ダンコニア
Francisco d'Anconia
世界最大の銅採掘企業ダンコニア銅金属のオーナー。ダグニーの2歳上の幼なじみで、最初の恋人。アルゼンチン貴族セバスチアン・ダンコニアの末裔。フルネームは「フランシスコ・ドミンゴ・カルロス・アンドレス・セバスチアン・ダンコニア」。幼少期にダグニーがつけたあだ名は「フリスコ」。物語の開始時点で36歳。
「気品の備わったすらりとした長身」の美男子で、5カ国語を操る。幼少期から傑出した才能を発揮し、辣腕産業家一族として既に名声を博していたダンコニア家にあって、「一族の頂点」と呼ばれる。
少年時代から世界中で教育を受ける。両親はタッガート家の旧友で、ダンコニア家の「帝位継承者」である一人息子の遊び相手として、タッガート家の「帝位継承者」であるダグニー、ジェイムズ、エディー・ウィラーズの3人を選んだ。フランシスコは11歳から20歳まで、毎年夏になると厳格な家庭教師を伴ってニューヨーク州のタッガート領を訪れ、ダグニー、ジェイムズ、エディー・ウィラーズの3人と共に1ヶ月を過ごした。
16歳で名門パトリック・ヘンリー大学（オハイオ州クリーブランド）に入学すると同時に、クリーブランド郊外の銅鋳造工場で溶鉱炉係として働き始める。大学では、入学後知り合ったジョン・ゴールトおよびラグネル・ダナショールドと共に、ヒュー・アクストン博士の下で哲学を、ロバート・スタッドラー博士の下で物理学を学ぶ。19歳の夏に当時17歳のダグニーと肉体関係を結ぶ。20歳で大学を卒業すると同時に、溶鉱炉係として4年間働いた銅鋳造工場の所有者になる。工場買収の頭金は、卒業論文を書くかたわらニューヨーク証券取引所での株式売買で作った。卒業論文のテーマは「アリストテレスによる『不動の起動者』の理論が後世の形而上学にもたらした影響について」。
大学卒業後、当時ダンコニア銅金属社長だった父親からモンタナのダンコニア銅山の監督補佐に任命される。半年後、ダンコニア銅金属のニューヨーク営業所長に就任。23歳のとき父が他界し、ダンコニア銅金属を含む一族の財産を相続する。南米で多数の牧場、コーヒー園、チリの銅山の大半を所有するほか、北米にも大小の鉱山を所有する。手を染めたあらゆる金融取引で莫大な利益を手にし、天才的投資家として有名になる。
26歳のとき、ダグニーに一方的に別れを告げる。以後、派手で下品なパーティーを次々に開きながら何人もの軽薄な女性と浮名を流し、世界最大の放蕩者・プレイボーイと見なされるようになる。

#### ジョン・ゴールト
John Galt
本作品における第一の男性ヒーロー。その正体は物語の大半を通じて伏せられている。本作品の第三部で、アイン・ランドの客観主義思想を説く長大な放送演説を行う。
オハイオ州のうらぶれたガソリンスタンドの整備工の息子として生まれ、自分で身を立てるため12歳で家を出る。発明家・物理学者を志し、16歳で名門パトリック・ヘンリー大学に入学。入学後に知り合ったフランシスコ・ダンコニア、ラグネル・ダナショールドと共に、ヒュー・アクストン博士の下で哲学を、ロバート・スタッドラー博士の下で物理学を学ぶ。鉄道の機関車庫でアルバイトをしながら学業を続け、修士課程に進むが、師事していたロバート・スタッドラー博士が国家科学研究所の設立を支持した日に退学。当時全米一のモーター製作会社だった二十世紀モーター社に、技術者として就職する。二十世紀モーター社在籍中、大気中の静電気を運動エネルギーに変換する革命的なモーターを開発し、試作機を完成させる。このとき26歳。
革命的モーターを開発した直後、二十世紀モーター社を創業者から相続した兄妹3人が「能力に応じて負担し、必要に応じて給付する」という原理に基づく経営計画を打ち出したのを機に、同社を退職。「頭脳のストライキ」を秘密裏に組織し始める。
ストライキを組織し始めてから12年後、ゴールト峡谷まで飛行機で彼を追いかけてきたダグニーと、初めて顔を合わせる。
ゴールト峡谷では前述の革命的モーターを使った発電所の保守などをしながら、ストライキ参加者の本業の業績を交換し合う夏の1ヶ月間、物理学の研究者としての成果を報告する講義をドワイト・サンダース、ハモンド、ディック・マクナマラ、オーウェン・ケロッグ他数名を相手に行っていた（ケンティン・ダニエルズもゴールト峡谷に来てすぐ弟子に加わる）。

#### ヘンリー（“ハンク”）・リアーデン
Henry "Hank" Rearden
米国最大手の鉄鋼会社リアーデン・スチールの創業社長。物語の開始時点で45歳。
「背が高くがっちりした体躯の男は、まわりの人びとから常に頭一つ飛び抜けていた。頬骨が目立つ顔のけわしい険は、年のせいではなく生まれつきだが、このため若いときは老けてみえ、四十五歳の今は年齡よりも若くみえる。物心ついたころから妥協がなく、冷酷できつい顔だと言われた」と描写されている。灰色がかった金髪。
ペンシルベニア州フィラデルフィアで、妻リリアン、弟フィリップ、および老母と暮らしている。
14歳からミネソタ州の鉄鉱山で働き始める。その後圧延工場、製鉄所などで働き、30歳で閉山寸前の鉱山を買収してリアーデン鉱石を設立する。35歳でペンシルバニア州の閉鎖された製鉄所を買収。製鉄事業に乗り出し、スチールよりも強い合金「リアーデン・メタル」の開発に着手。10年かけて開発に成功する。
リアーデン・メタルの初めての発注者となったダグニーと共に、リアーデン・メタル製のレールと鉄橋を使った路線「ジョン・ゴールト線」を、世論の妨害をはねのけ完成させる。
性交を穢らわしいものと見なす伝統的な価値観を持ちながら、ダグニーと肉体関係を持つようになる。

#### エドウィン（“エディー”）・ウィラーズ
Edwin "Eddie" Willers
タッガート大陸横断鉄道の業務取締役副社長特別補佐。ダグニー、ジェイムズ、フランシスコの幼なじみ。物語の開始時点で32歳。
父も祖父もタッガート大陸横断鉄道に勤務していた。物心つくころから鉄道に人生を捧げることを当然と感じながら育つ。幼少時代、フランシスコからジェイムズ以上に「タッガート家の子ども」として認められていた。10歳のとき、当時12歳だったダグニーから、将来タッガート大陸横断鉄道を経営するので手伝って欲しいと言われる。
金髪で、「几帳面さとあからさまな戸惑いを帯びた表情のほかには特徴のない角ばった顔」をしている。相手の目を真っ直ぐに見る癖がある。

### 敵対者側

#### ジェイムズ・タッガート
James Taggart (Jim, Jimmy)
タッガート大陸横断鉄道社長。ダグニーの5歳上の兄。“ジム”、“ジミー”とも呼ばれる。物語の開始時点で39歳。
議会や政府に働きかけて自社に有利な措置を引き出すエキスパート。実際の鉄道の運営に関しては妹のダグニーに頼りきっている。
「年は五十がらみにみえ、青年期を経ることなく思春期からいっきに老けたような風貌だ。小さく気短そうな口をして、薄い髪がつるつるの額にはりついている。すらりとした長身の優雅な体躯は貴族の堂々たる所作にふさわしいものだったが、だらけた姿勢のために粗野な田舎者の体になり変わっていた。顔は青くしまりがない。色が薄く曇った目は完全にとまることなくゆっくりと動き、存在が許せないようにあたりを見回している。虚勢を張ってぐったり疲れているようにみえた」と描写されている。
フランシスコ・ダンコニア、エディー・ウィラーズとは幼なじみ。21歳でタッガート大陸横断鉄道に入社し、広報部員になる。34歳のときに当時社長を務めていた父が死亡し、新社長に選出される。
能力よりもコネを優先して取引先や役職者を採用する。社長就任後、サン・セバスチアン線の建設に反対して辞職した業務取締役副社長の後任に、自分の友人を据える。サン・セバスチアン線の建設工事は、友人が経営する施工業者に発注する。優良なレールを納期通りに納品してきたリアーデン・スチールよりも、友人オルレン・ボイルが経営する共同製鉄に優先的にレールを発注する。
物語の終盤、自分を突き動かす欲望の本質に直面し、精神的に崩壊する。

#### ロバート・スタッドラー博士
Dr. Robert Stadler
国家科学研究所の所長。物語の開始時点で50歳過ぎ。
「背は高くないが、ほっそりした体躯のために、元気な少年のように若々しい活力が溢れているような雰囲気がある。やせた顔は年齡を感じさせない。気取りのない顔だが、広い額と大きな瞳に現れる知性の印象が強烈すぎて、いったん顔を見てしまうと忘れられなくなる。目じりには諧謔を帯びた皺が混じり、口もとはかすかに苦味走っていた。五十歳を過ぎた人物にはとても見えず、年齡の唯一のしるしはわずかに混じる白髪だけだ」と描写されている。
27歳のとき、宇宙線研究の分野で、それまで唱えられていた理論のほとんどを覆す理論を発表する。この理論は以後宇宙線の分野におけるあらゆる研究の基礎になる。30歳で当代最高の物理学者と認められ、32歳で名門パトリック・ヘンリー大学の物理学部長に就任する。
パトリック・ヘンリー大学の物理学部長時代、フランシスコ・ダンコニア、ジョン・ゴールト、ラグネル・ダナショールドの3人に物理学を教える。ジョン・ゴールトは修士課程まで指導する。
40歳のとき、国家科学研究所の設立を支持する演説を行う。同研究所の設立については当時世論に迷いと不安があったが、国民的偉人である博士が「科学を金（ドル）の支配から解放しよう」と呼びかけたことで世論が動き、同研究所の設立が決まった。
物語の終盤、自身の発明を悪用された兵器の一つである「プロジェクトX」（シロフォン）の誤爆を引き起こし、半径150km一円を廃墟にして死ぬ。

#### ウェスリー・ムーチ
Wesley Mouch
ハンク・リアーデンに雇われたロビイストから、国家経済の実質的な独裁者の地位まで上り詰める人物。
「長く角張った顔で、髪をなでつけているために頭の天辺の平らさが際立っていた。下唇はぽってりと膨れており、薄茶がかった瞳は完全に透明ではない卵の白身に覆われた黄身のようだ。顔の筋は出し抜けに動いては、何も伝えることなく元に戻った。笑顔を見たことのある者はいない」と描写されている。
何世代にもわたり大学卒の学歴に固執し、実業界の人間を軽蔑し、貧困とも富とも名声とも無縁だった一族の出身。少年時代、裕福な叔父ジュリアスから「誰よりも地味だから一番安全だろう」と思われて気に入られ、やがてジュリアス叔父の金（かね）の管理を任せられる。管理を任された金（かね）は、大学を卒業する頃にはなくなっていた（詐取したのではなく、どこに消えたのか本人もわからなかった）。高校時代の成績はとりわけ悪く、優秀な生徒を激しく妬んだ。
大学卒業後、偽の魚の目治療薬の製造会社の広告部に就職する。担当した偽の治療薬がよく売れ、部長に昇格する。その後転職し、育毛薬、新型のブラジャー、新しいタイプの石鹸、飲料などの広告を担当する。さらに自動車会社に転職し、広告部長兼副社長になる。自動車を偽の魚の目治療薬のように売ろうとして売れず、広告予算の不足のせいにする。この自動車会社の社長の推薦で、ハンク・リアーデンのロビイストとして雇われた。リアーデンは「機会均等化法案」の成立を阻止するため、ワシントンでのロビイストの活動の判断基準を知らないまま、ムーチを雇った。
リアーデンの競合オルレン・ボイルの依頼を受けたジェイムズ・タッガートから、ワシントンでのポストと引き換えにリアーデンを裏切る取引を持ち掛けられ、応じる。この裏取引により、リアーデンから資金を受け取りながら、裏で「機会均等化法案」の成立をあと押しし、経済企画国家資源局の局長補佐の地位を与えられる。経済企画国家資源局に就職後は、少年時代に叔父ジュリアスに引き立てられたのと同じ理由で（「凡庸ゆえに安全」と信じられて）人々に引き立てられ、調整官長（国家経済の実質的な独裁者）まで上り詰める。

#### フロイド・フェリス博士
Dr. Floyd Ferris
国家科学研究所の「調整官」（Co-ordinator）として勤務する生物学者。物語の開始時点で45歳。
身長180cmで、科学者としてはハンサム。
その地位を利用し、理性と生産的達成を貶める本『なぜ自分が考えると考えるのか？』（Why Do You Think You Think?）を出版する。
ハンク・リアーデンを脅迫してリアーデン・メタルの権利を放棄させ、さらに鉄鋼統一計画への同意を迫る。
スタッドラー博士が確立した理論を応用し、秘密兵器「プロジェクトX」を開発する。
拷問装置「フェリス説得機」を開発し、ジョン・ゴールトへの拷問に使用する。

#### リリアン・リアーデン
Lillian Rearden
ハンク・リアーデンの妻。物語の開始時点で結婚8年目。
夫のことを「仕事のことしか頭にない」と非難し続けている。
ニューヨークの最上流社会に属する家柄の出身。すらりとした長身で、古典時代の貴婦人を思わせる美しい顔だが、死んだように虚ろな目をしている。
ハンク・リアーデンがリアーデン・スチールの開発で華々しい成功を収め、ニューヨークの社交界に招かれて嫌々パーティーに出席したときに知り合う。ハンク・リアーデンが37歳のときに結婚（本人の年齡は不明）。
物語の終盤、自分を突き動かす欲望の本質に直面し、精神的に崩壊する。

## その他の登場人物

### 「ジョン・ゴールト線」建設のエピソードに関連して登場する人物
ここでは、主人公ダグニーによる「ジョン・ゴールト線」建設のエピソードに関連して登場する人物を記述する。

#### ダン・コンウェイ
Dan Conway
タッガート大陸横断鉄道リオ・ノルテ線の競合路線であるフェニックス・デュランゴの創業社長。物語の開始時点で50歳近く。
「社長というよりも貨物機関士の冷徹で頑固な角ばった顔つき」で、「若々しく日に焼けた白髪まじりの闘士の顔」と描写されている。寡黙で、いわゆる文化と呼ばれるものに縁がなく、大学も出ていない。ほぼ鉄道経営のことだけを考えて生きてきた。若いとき、経営難に陥っていたアリゾナ州の弱小鉄道を買収し、南西部一の鉄道に育て上げた。
人が団結する必要性を信じ、集団の意思を決定するための唯一の公正な方法として、多数決の正当性を信じている。全米鉄道連盟が結成されたとき、連盟の多数決に従うと約束する。フェニックス・デュランゴの営業停止を求める「共食い防止協定」が全米鉄道連盟で可決されたとき、ダグニーから法廷で争うように説得されるが、「多数決に従うと約束した」と言って闘うことを拒否し、フェニックス・デュランゴの営業停止を決める。
タッガート大陸横断鉄道社長のジェイムズからフェニックス・デュランゴの路線の買い取りを持ち掛けられるが拒否し、ジェイムズが申し出た価格よりも安い価格で他の鉄道会社にレールを売り払うことを決める。リオ・ノルテ線の期限内の再建の見通しが立たなくなったジェイムズから、フェニックス・デュランゴの営業を1年延長するように要請されるが、これも拒否する。

#### エリス・ワイアット
Ellis Wyatt
ワイアット石油（コロラド州）の社長。物語の開始時点で33歳。激しい気性の持ち主。
コロラド山脈の枯渇しかけていた油田を父親から受け継ぎ、従来枯渇したと考えられていた油井から、さらに多くの石油を採収する新技術を開発する。この新しい石油採収法により、自社の油田を復活させただけでなく、産業らしい産業もなく沈滞していたコロラド州全体の経済を復活させる。
石油の輸送には父の代からタッガート大陸横断鉄道リオ・ノルテ線を使っていたが、同線のレールのひび割れが原因でタンク貨車が脱線炎上した時、社長ジェイムズが裁判で「これは神の仕業だ」と主張したのを機に、当時は弱小鉄道だったフェニックス・デュランゴに乗り換えた。「共食い防止協定」が成立してフェニックス・デュランゴが9ヶ月後に営業を停止しなければならなくなったとき、ダグニーが「共食い防止協定」の成立に関わっていないことを知らず、ダグニーの元を訪れてタッガート大陸横断鉄道の卑劣さを責め、まともな輸送体制を9ヶ月以内に確立するよう厳しい態度で要求する。ダグニーが新会社「ジョン・ゴールト線」を立ち上げるとこれに出資し、ジョン・ゴールト線の建設を陰で支える。
ジョン・ゴールト線の開通後、コロラド州に集まった企業家精神に富むビジネスマンたちを狙い撃ちにした政令が発令されると、ワイアット石油のすべての油井に火を放ち、「見つけたまま残していく。好きにしろ。おまえらのものだ」というあざけりのメッセージを残して失踪する。
ダグニーがゴールト峡谷に着いたとき、ワイアットはゴールト峡谷で頁岩からの石油抽出を実現し、1日200バレルの石油を生産していた。

#### ベン・ニーリー
Ben Nealy
ダグニーからジョン・ゴールト線の建設工事を発注された施行業者。「建設に必要なのは筋肉だけ」という考えの持ち主。
陰気なたるみ顔の太った40代の男で、呑気な学生気分が抜けきらない。頑固で虚ろな目をしている。
ジョン・ゴールト線の建設現場を頻繁に訪れて的確なサポートをしたエリス・ワイアットを、陰で罵倒する。タッガート大陸横断鉄道の株価が（たかり屋たちによる世論操作で）下落しきったタイミングで、同社の株式を密かに従兄弟名義で購入する。

#### ローレンス・ハモンド
Lawrence Hammond
高品質の自動車を生産し続ける数少ない会社の一つ、ハモンド自動車の社長。
「こめかみの生え際に白髪のまじった険しい横顔」をしている。
ダグニーが立ち上げた新会社「ジョン・ゴールト線」に出資した産業家の一人。
コロラド州の好況を牽引していたエリス・ワイアットが失踪して間もなく、ハモンド自動車の営業を突如停止し、失踪する。
ダグニーがゴールト峡谷に着いたとき、ゴールト峡谷で食料品店を営んでいた。

#### アンドリュー・ストックトン
Andrew Stockton
ストックトン鋳造所社長。
ダグニーが立ち上げた新会社「ジョン・ゴールト線」に出資した産業家の一人。アマルガメイティド転轍信号機製作所が途中で投げたリアーデン・メタル製転轍機の製作を引き継ぐ。
ダグニーがゴールト峡谷に着いたとき、ゴールト峡谷で鋳造所を営んでいた。

#### テッド・ニールセン
Ted Nielsen
ニールセン・モーター社長。
ダグニーが立ち上げた新会社「ジョン・ゴールト線」に出資した産業家の一人。ドワイト・サンダースが失踪したあと、ディーゼル機関車の製造をダグニーから依頼される。
ジョン・ゴールト線が閉鎖されると発表された1週間後、失踪する。
ダグニーがゴールト峡谷に着いたとき、ゴールト峡谷で製材業を営んでいた。

#### ケネス（“ケン”）・ダナガー
Kenneth "Ken" Danagger
ペンシルベニア州最大の石炭会社、ダナガー石炭の創業社長。ダグニーが立ち上げた新会社「ジョン・ゴールト線」に出資した産業家の一人。
50歳過ぎの男で、「近寄りがたくがたく険しい顔」をしている。スケジュールを守ることについて自分にも他人にも厳しいことで有名。
12歳から炭鉱の坑夫として働き始める。石炭会社の社長になってからも、自分が働いていた炭鉱のそばに自分のオフィスを置いた。私的な友人を持たず、結婚もせず子供も作らず、芝居にも映画にも目もくれず、仕事一筋で生きてきた。
「機会均等化法」が成立し、ハンク・リアーデンが炭鉱を手放さなければならなくなったとき、ダナガーはハンクに依頼され、ハンクの炭鉱を買い取る。
連合石炭社が破綻したとき、同社の炭鉱はダナガーが死ぬまで投資額を回収できないほど利益率が低かったが、石炭の供給量が落ちタッガート大陸横断鉄道に十分石炭が供給されなくなった場合の影響の大きさを考え、同社の炭鉱の買収を決意する。
買収した連合石炭社の炭鉱は状態がひどく、補強工事が遅れれば崩落が避けられない状態だったため、ダナガーはハンクに、坑道の支柱用のリアーデン・メタル製構造用形鋼4千トンの納入を緊急で依頼する。これは発覚すれば1万ドルの罰金と10年の懲役が課せられる違法取引だった。ハンクはダナガーの依頼に応じ、「違法取引に気づいた従業員に個人的にゆすられた場合は合理的な範囲で払うが、ワシントンの友人がいる場合は払わない。官憲が来たら刑務所に行く」と誓い合う。
リアーデン・メタル製構造用形鋼4千トンを秘密裏に取引した事実は、リアーデン・メタルの売り渡しをハンクに要求して拒否され続けていた国家科学研究所のフェリス博士に知られ、ハンクはこの違法取引を見逃す代わりにリアーデン・メタルを売り渡すよう脅迫される。ハンクはこの脅迫に応じず、ダナガーはハンクと共に起訴される。
ダグニーはこの起訴でダナガーが失踪を決意すると確信し、ダナガーを止めにピッツバーグのダナガー石炭本社に向かうが、約束より1時間近く待たされて面会できたとき、ダナガーはすでに辞職を決意していた。このとき52歳。ダナガーに辞職を決意させたと思われる男が灰皿に残した煙草には、ヒュー・アクストン博士からもらった煙草と同じドルマークが刻まれていた。
ダグニーがゴールト峡谷に着いたとき、ダナガーはアンドリュー・ストックトンの鋳造所で作業員として働きながら、ゴールト峡谷で鉄鉱石の採掘業を始める計画を立てていた。

#### ディック・マクナマラ
Dick McNamara
サン・セバスチアン線を完成させた優秀な施行業者。
ダグニーがリオ・ノルテ線でのリアーデン・メタル製レール敷設工事を依頼しようとしていた矢先に、辞職して失踪する。
ダグニーがゴールト峡谷に着いたとき、ゴールト峡谷で水道管、電力線、電話事業を手がけ、3人を雇用していた。

#### パット・ローガン
Pat Logan
ジョン・ゴールト線の開通列車を運転する機関士。タッガート大陸横断鉄道ネブラスカ部門の機関士で、同社で1、2を争う運転技術を持つ。
他の機関士全員と共にジョン・ゴールト線開通列車の運転を志願し、抽選で選ばれる。
背が低く逞しい体つき。白髪まじりで、人をくったように謎めいた顔をしている。
「政令第一〇－二八九号」が施行された後、機関士として運転していたコメット号を（奴隷制への造反として）大草原に残し、乗務員全員と失踪する。このコメット号には、ケンティン・ダニエルズの説得に向かう途中のダグニーが乗っていた。ダグニーは乗務員の造反に「よくやったわ！　あの連中も人間なのね！」と叫んだあと、蒸気機関車に残された業務日誌に機関士パット・ローガンの名前を認め、ローガンが最後の運転をしながら思い出していたはずのジョン・ゴールト線開通列車の光景を思い胸を痛める。

#### レイ・マッキム
Ray McKim
ジョン・ゴールト線開通列車の機関助手を志願し、抽選で選ばれる。
若い荒くれ者の大男。

#### シェリル・ブルックス
Cherryl Brooks
ニューヨーク市マディソン・スクエアの安物雑貨屋の女子店員。
バファローの貧民街出身。7人家族で自分の他は誰も定職に就かず、近所の人々も不運を嘆いてばかりいる環境に嫌気がさし、半年前に家出してきた。スラム街のみすぼらしい下宿に住む。
「声と動作には若々しくて、決然として荒っぽさがある。赤茶けた巻き毛の頭、両目は離れ気味だ。上向きの鼻にはそばかすがある」、「機敏で、興味津々で、世界じゅう至るところにわくわくする秘密が隠されているはずだという期待に満ちた表情をしているほかには、よくある顔」と描写されている。
ジョン・ゴールト線が開通し、近年まれな偉業としてラジオ各局が一晩中騒ぎ立てた翌日の晩、勤務先の閉店直前にティッシュペーパーを買いに来た男が、ジェイムズ・タッガートであることに気づく（その日の新聞朝刊はどこもジョン・ゴールト線の開通をトップで取り上げ、タッガート大陸横断鉄道の公式発表に従い、ジェイムズをこの事業の影の指導者として、写真入りで大々的に紹介していた）。このとき19歳。新聞記事を信じて自分を崇拝の目で見るシェリルを、ジェイムズは雑貨店の閉店後に連れ出す。1年後、ジェイムズからプロポーズがあり、プロポーズから2か月後の9月2日に結婚式を挙げる。
タッガート大陸横断鉄道社長夫人にふさわしい教養と作法を必死で身に付けるが、スラム街の小娘の無知とぎこちなさが消えるほど、夫は冷淡になる。結婚当初は、崇拝する夫ジェイムズを苦しめているらしいダグニーに、敵対的な態度を取る。やがてタッガート大陸横断鉄道の従業員たちから真実を聞き出し、ダグニーこそが、ジョン・ゴールト線の開通時に自分が崇拝した英雄だったと知る。
結婚から約1年後、夫ジェイムズの本質を理解し、またダグニーのような英雄の運命に絶望し、自殺する。

### モーターの残骸の謎解きのエピソードに登場する人物
ここでは、工場の廃墟に放置されていた革命的モーターの残骸の謎解きのエピソードに登場する人物を記述する。

#### 文章館の係員
The cleark of Hall of Records
二十世紀モーター社の工場に関する記録がないか調べに来たダグニーとハンクに、工場の現在の錯綜した所有関係、所有関係が錯綜した原因、所有関係が錯綜した原因を作った人物（＝人民抵当社社長マーク・ヨンツ）、マーク・ヨンツに工場を売却した人物（＝バスカム市長）とその居場所を教える。

#### バスカム市長
Mayor Bascom
ウィスコンシン州ロームの市長。
工場に関する記録がないか尋ねに来たダグニーとハンクに、共同国民銀行の破綻処理で売りに出された工場を取得してから、人民抵当社のマーク・ヨンツに転売するまでの経緯を教える。共同国民銀行の破綻時の頭取（ユージン・ローソン）とその現職、銀行破綻の地域への影響、および銀行破綻時の工場運営会社（アマルガメティッド事業社）も教える。
「地位を利用して規則に融通を効かせるのが、金持ちになるための唯一の方法」という信条の持ち主。
ダグニーとハンクの不倫関係を見抜いていることを冗談交じりに伝え、ハンクを激怒させる。

#### ユージン（“ジーン”）・ローソン
Eugene "Gene" Lawson
祖父が築いた共同国民銀行の3代目頭取に就任後、博愛主義の融資を実践し、銀行を大規模破綻させて預金者の財産を消失させ、州経済を危機に陥れる。その後、ワシントンで経済企画国家資源局の職を得る。
二十世紀モーター社工場にいた技術者について覚えていないか尋ねに来たダグニーに、銀行破綻時の工場運営会社であるアマルガメティッド事業社の社長とその居場所を教える。この時、経済企画国家資源局員として鉄道経営に関して上司ウェスリー・ムーチに口効きできることを、ダグニーにしきりにアピールする。「生涯一度も利益を出したことがないことを誇りに思っている」とダグニーに伝え、呆れられる。
「政令第一〇－二八九号」の素案を、上司ムーチおよび同僚クレム・ウェザビーと共に作成する。

#### リー・ハンサッカー
Lee Hunsacker
共同国民銀行の破綻時に、融資先の一つだった二十世紀モーター社を所有していた、アマルガメティッド事業社の社長。二十世紀モーター社のほか、手術器具、紙容器、男物の帽子、掃除機などの製造事業に手を出し失敗している。「自分には誰もチャンスをくれなかった」といつも嘆いている。
祖父は代議士で、かつて『ニューヨーク名門四百家族』にも掲載されていた一族。
ダグニーが訪れた時は42歳で、オレゴン州グレンジビルの「田舎でもないが街にもなり得ない場所」で「しみったれた安物の文房具屋」を営む友人宅に居候しながら、スペースキーが効かなくなったタイプライターで、頼まれもしない自伝を書こうとしていた。
二十世紀モーター社創業者の跡継ぎ3人が工場を破産させ、同社が売りに出された際、友人と共にアマルガメティッド事業社を設立し、二十世紀モーター社買収に乗り出す。買収資金50万ドルの融資を銀行家マイダス・マリガンに依頼し、拒否される。マリガンを相手取り融資を求める訴訟を起こし、第一審で敗訴するが、控訴審で逆転勝訴する。しかしマリガンが銀行を閉鎖し失踪したため融資を受けられず、ユージン・ローソンの共同国民銀行から買収資金の融資を受ける。
融資を受けて工場を買収し再稼働するが、新規参入の競合ニールセン・モーターが同等のモーターを半額で生産し始めたこともあり、経営に行き詰まる。
二十世紀モーター社創業者ジェッド・スターンズの跡継ぎ3人の行方を、ダグニーに教える。

#### マイダス・マリガン
Midas Mulligan
かつてイリノイ州シカゴでマリガン銀行を経営し、全米一裕福だった銀行家。
他の銀行家が顧みないベンチャー事業への巨額投資を、次々に成功させた。リアーデン・スチールの立ち上げにも出資した。同情や憐憫に訴える融資依頼者には融資しなかった。
世間から目の敵にされていた。もともとはマイケル・マリガンという名前だったが、ある人道主義系の新聞コラムニストが、巨万の富を望み触れるものすべてが黄金に変わるよう神に願った伝説の王マイダスにちなみ、侮辱を込めて彼を「マイダス・マリガン」と呼んだとき、法的な手続きを取りこれを自分の本名にした。
リー・ハンサッカーから融資を求める訴訟を起こされ、第一審で勝訴するも控訴審で逆転敗訴する。その直後、預金の全額を利息の端数まで返済した上で銀行を閉鎖し、行方をくらませた。
ダグニーがゴールト峡谷に着いたとき、ゴールト峡谷で造幣局、銀行、雑貨店、煙草工場、煙草畑、麦畑、発電所などを営んでいた。
ゴールト峡谷は、もともとマリガンが自分の引退後の生活のために購入してあった土地だった。

#### ナラガンセット判事
Judge Narragansett
元イリノイ州高裁判事。白髪の厳格な風貌。
マイダス・マリガンが失踪するきっかけになったリー・ハンサッカーの裁判の第一審で、マリガンに有利な（融資の強要を認めない）判決を陪審員に指示した。判決が控訴審で覆されたのを機に失踪する。
ダグニーがゴールト峡谷に着いたとき、ゴールト峡谷で養鶏場を経営しながら、利害の対立が起きたときの調停役をしていた（調停に呼ばれたことはまだない）。ラグネル・ダナショールドとケイ・ラドロウの結婚式の立会人もした。
物語の結末部で、アメリカ合衆国憲法の改定に取り組む様子が短く描写されている（矛盾した修正条項を整理し、生産と貿易の自由を縮小する法律の制定を禁じる修正条項を追加している）。

#### ルイジアナ州デュラスの警察署長
The chief of police of Durance, Louisiana
ジェッド・スターンズの跡継ぎ3人を探しにデュラスを訪れたダグニーに、3人の人となりと、存命する2人の居場所を教える。
落ち着いた年配の男性。

#### ジェッド・スターンズ
Jed Starnes
二十世紀モーター社の創業社長（故人）。
ウィスコンシン州スターンズビルで同社を創業し、全米一優良なモーター製作会社（従業員6千名）に発展させ、スターンズビルの地域全体を繁栄させる。
後年、娘アイビーから「お金がすべて」で「仕事のことしか考えない鬼のような人だった」と回想される。

#### ジェラルド・スターンズ
Gerald Starnes
二十世紀モーター社創業者ジェッド・スターンズの長男。
父の死後、妹アイビー、弟エリックと共に二十世紀モーター社を相続し、「各人が能力に応じて働き、必要に応じて受け取る」という「無私の原則」に基づく経営計画を打ち出す。
二十世紀モーター社で生産部長に就任し、文化人との派手な交流、豪盛なパーティー、自分用の車3台、秘書4人、電話5台など、自分の自尊心と物欲を満たすための費用を「会社と崇高な計画の体裁を保つため」という名目で会社に支払わせる。自分の自尊心と物欲を満たすために彼が1年で支出させた額は、父親が最後の2年で稼ぎだした利益の額より多かった。
二十世紀モーター社は、「無私の原則」に基づく経営計画の導入から4年で破産する。

#### アイビー・スターンズ
Ivy Starnes
二十世紀モーター社創業者ジェッド・スターンズの長女。
兄ジェラルド、弟エリックと共に二十世紀モーター社を相続し、「各人が能力に応じて働き、必要に応じて受け取る」という「無私の原則」に基づく経営計画を打ち出す。
二十世紀モーター社で配給部長に就任し、従業員各人の「必要」の決定権を握る。物質的な富を求めず、手当は従業員とほぼ変わらない額しか受け取らず、自分がいかに無私であるかをアピールする身なりを貫く。
ダグニーが訪れた時は、ルイジアナ州デュラスの町外れのミシシッピ川のほとりにある悪臭漂うバンガローに住み、肉体の束縛から精神を解放するインド伝来の秘技を学んでいた。「無私の原則」に基づく経営計画の内容とその結果をダグニーに、教える。二十世紀モーター社を辞めた技監（ウィリアム・ヘイスティング）の名前と行き先も教える。

#### エリック・スターンズ
Eric Starnes
二十世紀モーター社創業者ジェッド・スターンズの次男（故人）。
兄ジェラルド、姉アイビーと共に同社を相続し、広報部長に就任する。 金銭には無頓着で、広報部長在任中は用もなく社内をぶらぶらし、自分がどれほど気さくで民主的かということを従業員にアピールしていた。
二十世紀モーター社を破産させて約3年後、追いかけていた約30歳下の16歳の女性が婚約者の青年と結婚式を挙げた日に、新郎新婦の新居に侵入して手首を切り自殺。
「四十をとうに過ぎても自分の繊細な感情についてぶつぶつ言ってまわるような慢性の若者病」で、「僕には愛が必要だ」が口癖だった。

#### ウィリアム・ヘイスティング
William Hastings
ジョン・ゴールトの二十世紀モーター社時代の上司。二十世紀モーター社に18年勤務し技監を務める。
創業者から同社を相続した兄妹3人が「能力に応じて負担し、必要に応じて給付する」という原理に基づく経営計画を打ち出したのを機に、ゴールトに続いて同社を退職。ウィスコンシン州スターンズビルからワイオミング州ブランドンに引っ越し、当時業績の良かった成長企業、アクミ自動車の設計部長になる。
自分の仕事を愛し、常に自分の行動に確信を持ち落ち着いた人物だったが、アクミ自動車に就職して1年過ぎた頃から、何かに悩んでいる様子を見せ始める。間もなくアクミ自動車を退職し、今後どこでも働かないことを妻に宣言する。退職後は奥深い充足感に満たされた様子を見せ、自宅の地下室で工学的研究に没頭する。
革命的モーターを開発した技術者について尋ねようとダグニーが自宅を訪れた5年前に、心臓の病気で死去していた。

#### ウィリアム・ヘイスティングの妻
Mrs. William Hastings
落ち着いた物腰の女性。ワイオミング州ブランドンの工場町の郊外にあるつましい家に住んでいる。
亡夫（元二十世紀モーター社技監）を訪ねてきたダグニーに、亡夫の生前の様子と、二十世紀モーター社時代の亡夫の部下で革命的モーターの発明者と思われる若い技術者について教える人物。この若い技術者と一緒にいた人物（後にヒュー・アクストン博士と判明）が、ワイオミング州シャイアンの食堂でシェフをしているのを見たことも教える。

#### ヒュー・アクストン博士
Dr. Hugh Akston
「理性の最後の偉大なる擁護者の一人」と呼ばれる。高名な哲学者であり、パトリック・ヘンリー大学で哲学科長を務め、フランシスコ・ダンコニア、ジョン・ゴールト、ラグネル・ダナショールドに教えた。ロバート・スタッドラー博士と共に、この3人にとっての父親的存在だった。アリストテレスに依拠している。
ストライキ参加後は、ロッキー山脈の高地、ワイオミング州シャイアンのレノックス銅鋳造所そばの小さな工場町の近くにある、86号線沿いの食堂で、シェフとして働く。シェフとしても一流の腕を見せる。
二十世紀モーター社で革命的モーターを開発した技術者について尋ねようと、ウィリアム・ヘイスティングの妻に教えられて食堂を訪れたダグニーに、探索をあきらめるように諭す。自分がヒュー・アクストンであることも明かす。このときダグニーに、ドルマークが刻印されたタバコを差し出す。
ダグニーがゴールト峡谷に着いたとき、彼はそこでマイダス・マリガンとタバコ工場を共同経営しながら、外の世界では出版されない道徳哲学の本を執筆していた。

#### モーターの再構築への挑戦を依頼する候補としてダグニーが面接した科学者
1人目
モーターと原稿の遺骸を調べた上で、こんなモーターを機能させることは絶対できないと証明してみせると宣言する。
2人目
モーターを再構築できるかどうかはわからないし調べたくもないと、退屈そうにぶつぶつ言う。
3人目
年俸2万5千ドルの10年契約なら着手してもよいと、仕事にかける時間に対する対価を横柄な口調で要求する。
4人目
4人の中で最年少。平凡な科学者が能力を発揮し業績を残す余地を奪うようなモーターは、仮にできたとしても道徳的に作るべきではないと言う。

#### ケンティン・ダニエルズ
Quentin Daniels
工場の廃墟で見つかった革命的モーターを再構築し得る人物として、ロバート・スタッドラー博士がダグニーに推薦した若い物理学者。
ユタ工科大学出身。
「朴訥な角張った顔に魅力的な笑顔を浮かべた三十過ぎののっぽの男」で、「聞き手にまわるときにとくに目立つのだが、顔にはいつも微笑が堪えられている。それは、あたかも耳から入った言葉の中から素早く丁寧に無関係なものを排除し、話し手の一瞬先に要点をつくかのような茶目っ気を帯びた善良な笑顔だった」と描写されている。
スタッドラー博士から自分の下で働いてほしいと要望されるが、拒否する。「『政府による科学の探求』は名辞の矛盾」という考えの持ち主。
大企業の研究所での仕事を希望していたが、長期的な研究に取り組む企業がなくなったため、ユタ工科大学が基金不足で閉鎖された後、同大学施設の夜間警備員として給料を得ながら、残された施設を使って自分自身の愉しみのために研究を続けている。
ダグニーは彼を一目見て気に入り、彼も条件に関わらず仕事を引き受けることを希望する。条件を自分で決めるように言われ、成功するまでの月給は極めて安い金額を、成功した場合の歩合は極めて高い率を提示する。
モーターの再現に取り組む途上で、ジョン・ゴールトと同じ理由から、この世界での努力を放棄する。ダグニーは彼を追いかけ、ゴールト峡谷に辿り着く。
ジョン・ゴールトに連れられゴールト峡谷に来たダニエルズは、ゴールトが発明した革命的モーターが稼働する発電所での仕事を約束される。

#### ジェフ・アレン
Jeff Allen
ダグニーがケンティン・ダニエルズから辞職を申し出られ、辞職を思いとどまらせようとコメット号でニューヨークからユタに向かう途中、ダグニーの専用車両に隠れて無賃乗車しようとしていた浮浪者。
「五十代前半のようで、骨格とスーツの弛みから、昔は筋骨たくましい体躯だったことがうかがわれる。目には生気がなく、無関心なようでいながら、かつての知性のきらめきを完全には隠していない。何かとほうもなく苦々しい経験が刻まれた顔には、昔は顕著だったはずの正直な人物に独特の温和さがわずかに残っていた」と描写されている。
ウィスコンシン州出身。最初に勤めた二十世紀モーター社には20年勤め、職工長にまでなった。二十世紀モーター社破産後、別の工場で熟練旋盤工として雇われるが、二十世紀モーター社が破産した頃から各地で会社の倒産が相次ぐようになり、彼が就職した工場も次々に閉鎖されていく。最後にコロラド州のハモンド自動車で経歴を買われ採用されるが、採用から2週間で社長ハモンドが突然辞職して失踪し、工場が閉鎖される。ハモンドの跡を継いだ市民委員会に再雇用されるが、すぐに年功序列による人員整理が始まり、5日で解雇される。
以後工場の仕事はなくなり（「政令第一〇－二八九号」が施行され「統一評議会」にコネのない人物の雇用が不可能になったため）、全米を浮浪しながら主に農場の日雇いで食いつなぐ。
東部では死を待つ以外やることがなくなり、「死ぬのはこわくも何ともない。そのほうがずっと楽になる。ただ、何も試さないで、じっとして投げやりな人生をすごすのは罪悪だと思う」という理由で、見込みはまったくないが唯一試していない西部に向かう途中、コメット号への無賃乗車を試みてダグニーの目に止まる。
食事を提供したダグニーに、二十世紀モーター社が崩壊した詳しい経緯と、「ジョン・ゴールトって誰？」という決まり文句が生まれるきっかけになったエピソードを教える。
コメット号が真夜中の大草原で乗務員の一斉逃亡（「政令第一〇－二八九号」施行後の奴隷制への造反）に遭い、ダグニーが地区本部への連絡のため線路を歩いて行こうとしたとき、同行を申し出る。ダグニーは自分への同行ではなく、烏合の衆同然の乗客の秩序維持を依頼し、前賃金として100ドル紙幣を渡す（同行はたまたま居合わせた元従業員のオーウェン・ケロッグに依頼する）。
コメット号がタッガート大陸横断鉄道のローレル駅に着くと、ケロッグの紹介でローレル駅での仕事を得る。

#### ミリー・ブッシュ
Millie Bush
二十世紀モーター社のある従業員の「八歳になる小憎らしい」娘。
同社の賃金の分配を決定する「家族」委員会の投票により、出っ歯を直すための金（きん）の矯正器を与えられる。後に、自分にとって価値あるものを購入する手当をこの委員会から拒否された従業員から、すべての歯を拳で叩き折られる。

### タッガート・トンネルでの列車大事故のエピソードに登場する人物
ここでは、「政令第一〇－二八九号」が施行されて4週間後の5月28日、ロッキー山脈を貫く「タッガート・トンネル」（コロラド州、全長13km）内で起きる、特急コメット号の乗客約300名の窒息死、軍用貨物列車との衝突・爆発事故のエピソードに関連して登場する人物を記述する。

#### クラランス（“チック”）・モリスン
Clarence "Chick" Morrison
政府の「士気調整局長」（Morale Conditioner）。
「政令第一〇－二八九号」の施行後、多数の人々が職場を放棄し失踪し始めたため、国民の勤労意欲を高めるために全米をまわる遊説に出る。遊説のため、タッガート大陸横断鉄道に寝台車、特別客車、バーラウンジ付き食堂車で編成された臨時列車を用意させ、希少になっていたディーゼル機関車を要求する。タッガート大陸横断鉄道の業務副社長ローシーがこの要求に応じ、タッガート・トンネル入り口に常備してあった予備ディーゼル機関車を差し出したことが、トンネル事故の遠因の一つになった。
たかり屋サークルの派閥の親玉になり、ティンキー・ハロウェイが率いる派閥と対立する（ジェイムズ・タッガートもモリスンの派閥に入る）。

#### クリフトン・ローシー
Clifton Locey
「政令第一〇－二八九号」の施行を受けてダグニーがタッガート大陸横断鉄道を辞職した後、ダグニーに代わって業務副社長になった人物。ジェイムズ・タッガートの友人。47歳。
常に責任を回避しながら自分の職を確保することに努めている。エディー・ウィラーズから「利口で進歩的」な「ペットのアザラシ」と評される。
タッガート・トンネル付近で予定されていたレール交換をキャンセルする（理由は不明）。このキャンセルがコメット号を牽引するディーゼル機関車の脱線につながり、トンネル事故の遠因の一つになる。
チック・モリスンから遊説のための臨時列車を牽引するディーゼル機関車を要求された際、コロラド州ウィンストン駅に常備されていた予備のディーゼル機関車を差し出させる。ディーゼル機関車の故障が相次いでおり、排煙装置のないタッガート・トンネルに蒸気機関車で進入すれば乗客全員が窒息死しかねないため、トンネル入口のウィンストン駅に予備のディーゼル機関車を常備することが、ダグニーから厳命されていた。トンネル入口に常備されていた予備ディーゼル機関車をモリスンの遊説列車に差し出してしまったことも、トンネル事故の遠因の一つになった。
予備のディーゼル機関車をモリスンに差し出す理不尽な決定に、コロラド部門の監督長は辞職する。ローシーは後任の監督長に、ジェイムズ・タッガートがウェスリー・ムーチから押し付けられたデイヴ・ミッチャム（「世界発展の友」代表クロード・スラゲンホップの義弟）を押し込む。
キップ・チャルマーズが乗ったコメット号のディーゼル機関車がウィンストン駅の手前でレールの亀裂のために脱線し、チャルマーズがジェイムズに列車をすぐ動かすよう電報で脅迫した時、ジェイムズはローシーに電話を掛け、責任のすべてを押し付ける。
ジェイムズに責任を押し付けられたローシーは、本社に顔を出し、どのような結果になっても部下に責任を押し付けられるように、次の指令を作成する。

「ただちにチャルマーズ氏に機関車を提供せよ。安全に不必要な遅れなくコメットを送れ。任務を遂行できなければ、君を責任者として統一評議会にかける。クリフトン・ローシー」

この指令をコロラド部門監督長ミッチャムに電送した後、数時間は誰にも見つからないように姿を消す。
トンネル事故発生後は、“心臓に問題があるため面会謝絶”という医師の証明を盾に、出社を拒否する。

#### キップ・チャルマーズ
Kip Chalmers
ワシントンで複数の省庁を渡り歩いてきた人物。態度が驕傲なため、事情を知らない人々からはウェスリー・ムーチ（経済企画国家資源局調整官長）に匹敵する存在と誤解される。
「金髪の巻き毛」で「ぶかっこうな口」をしている。
「少し裕福で少し名の知れた一族の出だが、特別な階級の貴族だけがこれほど皮肉と無頓着さを保てると誇示するようにと、富と名声をせせら笑」う。
「人は理性によって生きる必要はない」、「人を行動に駆り立てる唯一有効な手段は恐怖に働きかけること」という信条の持ち主。
独自の戦略的理由から政界入りを決意し、国民立法府議員選挙にカリフォルニア州から立候補する。有権者と初めて対面するサンフランシスコでの大会に出席するため、選挙幹事長、愛人、著名老作家の3人を連れ、タッガート大陸横断鉄道の特急コメット号に連結させた専用車両で、ワシントンから出発する（選挙幹事長は1日早い出発を望んだが、ワシントンでのカクテル・パーティーに出席するためにぎりぎりの出発を選んだ）。
サンフランシスコでの有権者への顔見せまで24時間を切った夜、彼らが乗った列車を牽引するディーゼル機関車が、コロラド州の山中でレールの亀裂のために脱線し、立ち往生する。ディーゼル機関車の予備はなく、蒸気機関車で出発すればタッガート・トンネル内で全員窒息することを車掌が説明するが、聞き入れない。列車をすぐ動かすよう脅迫する電報を、社長ジェイムズ・タッガート宛に打たせる。
脅迫が効き、コメット号が蒸気機関車に引かれタッガート・トンネルに向けて発車した瞬間、同行の選挙幹事長レスター・タックに「な？ 人間を扱うには恐れが唯一有効な手段なんだ」と勝ち誇って言う。

#### レスター・タック
Lester Tuck
チャルマーズの選挙幹事長。「老けた小男で、一度殴られたきり戻らなかったような顔をしている」弁護士。チャルマーズに同行してサンフランシスコの大会に向かう。
ウィンストン駅の待避線に入ったコメット号が朝まで出発できない理由を車掌から聞かされたとき、「なあ、キップ……たぶん本当だ……たぶん無理なんだ」とチャルマーズにあきらめさせようとする。

#### ローラ・ブラッドフォード
Laura Bradford
女優でチャルマーズの愛人。
映画会社の重役ではなく官僚と寝ることで映画スターに上り詰めた。インタビューでは色気を振りまく代わりに、貧しい人びとを救わなければならないという「三流タブロイド紙の正義」を勇ましくかざしながら経済を語る。
ウェスリー・ムーチ（経済企画国家資源局調整官長）の元愛人。ウェスリー・ムーチの愛人だったという理由で、チャルマーズに気に入られている。
チャルマーズに同行してサンフランシスコの大会に向かう。

#### ギルバート・キースワーシング
Gilbert Keith-Worthing
世界的に有名な英国人小説家。70歳過ぎの毛を染めた肥満老人。30年前に著書がヒットし、今は誰にも読まれなくなっている。
「自由？　自由について語るのはもうよしましょう。自由などありえません。人は飢え、寒さ、病気、物理的事故から絶対に解放されない。自然の圧政から自由になれないのです。ならばなぜ独裁政治の圧政に反対するのでしょうか？」などと説くことで奥深いと思われている。
「一緒にいれば箔が付く」と考えたチャルマーズに招かれ、サンフランシスコの大会に同行する。

#### コメット号のディーゼル機関車の機関助士
The fireman of the Comet
機関車の脱線で怪我をする。

#### コメット号のディーゼル機関車の機関士
The engineer of the Comet
脱線現場から数マイル先の電話まで歩き、最寄駅のウィンストン駅に事故を報告する。
ウィンストン駅の駅長から、蒸気機関車「三〇六号」でコメット号を出発させる指令書を受け取り、指令書を投げ捨てる。その場で辞職を宣言し、山の闇に消える。

#### ウィンストン駅の夜勤の交換手
The night operator at Winston Station
少年。
脱線した機関車の機関士から電話で事故の報告を受け、二階で寝ていた駅長を叩き起こして報告する。

#### ウィンストン駅の駅長
The station agent of Winston Station
デイヴ・ミッチャムに任命されて10日前に着任した、「がさつで無愛想な流れ者」。
夜勤の交換手から事故の報告を受け、シルバースプリングの地区本部に連絡させる。
コメット号が構内機関車に引かれてウィンストン駅の待避線に入った後、チャルマーズから、列車をただちに動かすよう命じる電報を社長ジェイムズ宛に送るように脅される。乗客からの伝言の電送は禁じられていたが、「政令第一〇－二八九号」の施行後はあらゆる審判が「統一評議会」の恣意に委ねられ、どの規則に関しても確信を持てなくなっていたため、電報を送ることを許す。電報の内容と発信者チャルマーズの名前を、友人であるミッチャムに電話で教える。
蒸気機関車「三〇六号」でコメット号を出発させる指令書を地区本部の運行指令員から受け取り、身震いするが、「たぶんトンネルは思ったほど危険ではないのだろう」、「このごろいちばん無難なやりかたは考えないことだ」と自分に言い聞かせ、コメット号の車掌と機関士に指令書のコピーを渡す。
機関士が指令を拒否して山の闇に消えると、蒸気機関車「三〇六号」をシルバースプリングスから運転してきた酔っぱらい運転士ジョー・スコットに、コメット号の運転を依頼する。

#### 地区本部の夜勤の運行指令員
The night dispatcher of the Division Headquarters at Silver Springs
「上司を信頼する善良な少年」。列車長の（自殺した）弟ぐらいの年齡。上司である運行指令長ビル・ブレントを崇拝している。
ウィンストン駅の交換手から事故の報告を受け、部門監督長デイヴ・ミッチャムを電話で起こす。ミッチャムに指示される前に、事故処理車を送り、シャーウッドの交換手に電話して全便を停止させる。
ミッチャムから、同じ建物にいる列車長と路線係長への指令を書面で渡され、驚きながらも何も尋ねず、列車長と路線係長に渡す。
ミッチャムが運行指令長ブレントに、30分以内に連絡がなければ指令書に署名して蒸気機関車「三〇六号」でコメット号を出発させるように口頭で指示し、ブレントに拒否されてブレントを殴り倒し、代わりに彼に同じ指示をしたとき、何も考えられずに指示に応じる。
ミッチャムから連絡がないまま30分近くが過ぎ、コメット号を出発させる指令を送るべきではないのではないかという恐怖を覚え、列車長と路線係長に相談するが、列車長は背を向け、路線係長は「ミッチャムさんに言われたとおりにしろ。おまえは考えなくていいんだ」と言って部屋を出る。
30分が経過した瞬間、「人は鉄道の重役の良心と有能さを疑ったりしないものだ」と思うことで勇気を奮い起こし、指令書に署名してウィンストン駅に送信する。

#### デイヴ・ミッチャム
Dave Mitchum
コロラド部門の新しい監督長。身長190cm。ボクサーのような体格をしている。
「人に言われるまで待ち、何も確信しないことによって」「決断という決断の必要をかわしながら生涯を過ごしてきた」人物とされている。
不公平さについて、ことあるごとに愚痴をこぼしている。勤労については年功序列を唯一の価値基準とし、鉄道業界に長くいる自分が出世で大勢の者に追い越されていることを、社会制度の不公平さの証拠と見なしている。過失を犯すたびに「誰も教えてくれなかった！」と言い訳するので、どこでも長くは雇われず、いくつもの鉄道会社を渡り歩いている。
「世界発展の友」の代表クロード・スラゲンホップの義弟で、ジェイムズ・タッガートがウェスリー・ムーチにダグニーの私生活の秘密を売る代わりに運賃の値上げのを認めさせたとき、ムーチからついでに押し付けられた（ムーチは「世界発展の友」を「世論に好影響を与える団体」と見なしている）。
列車をただちに動かすよう求めるチャルマーズからの脅迫への対応に関して、クリフトン・ローシー（社長ジェイムズから責任を押し付けられた業務副社長）から責任を押し付けられる。
ローシーから押し付けられた責任を部下に押し付けるため、「緊急時に備え、最上の機関車をただちにウィンストンに送る」ことを、同じ建物にいる列車長と路線係長に書面で指令する（「チャルマーズ氏に機関車を提供せよ」という指令を守った証拠を残しながら、「蒸気機関車でトンネルに進入させた」証拠を残さないため）。
指令どおり蒸気機関車「三〇六号」がウィンストン駅に向けて出発すると、運行指令長ビル・ブレントに、フェアマウント駅（地区本部の30km東）にあったはずの修理中のディーゼル機関車が使えないか見に行くので、30分以内に自分から連絡がなければ、指令書に署名して蒸気機関車「三〇六号」でコメット号を出発させるように、口頭で指示する（蒸気機関車でトンネルに進入させた責任を、あとで運行指令長ブレントに押し付けるため）。
運行指令長ブレントに拒否されるとブレントを殴り倒し、夜勤の運行指令員に、口頭で同じ指示をする。
運行指令員が指示に応じると、目につく作業員、転轍手、窓拭き全員に「コメットのディーゼルを探しに行く」と告げ（蒸気機関車で出発させるつもりはなかったと主張するための証人を確保するため）、線路自動車でフェアマウント駅に向かう。

#### ビル・ブレント
Bill Brent
コロラド部門の運行指令長。
肩幅の広い痩身の小柄な男。40歳だが年齡よりも若々しく見える。カウボーイのような顔をしている。会社で一番の運行指令員。
36歳で理想の女性に出会うまで、恋愛をしたことがなかった。養わなければならない母と妹（夫を亡くし3人の子供がいる）がいたため、夫としての責任が果たせるようになるまで、この女性との結婚を待ち、貯金し続けた。40歳でようやく結婚して幸せになれる見通しがつき、4年待たせた婚約者と、数週間後に結婚する予定だった。
コメット号のディーゼル機関車脱線の報告を受け、決断を回避しようとごたくを並べ続ける上司ミッチャムに、コメット号をウィンストン駅に待避させ、翌朝ウィンストン駅に着くディーゼル機関車でタッガート・トンネルを通過させる以外、選択肢はないことを直言する。
ミッチャムから、30分以内に連絡がなければ指令書に署名して蒸気機関車「三〇六号」でコメット号を出発させるように口頭で指示され、拒否する。ミッチャムと同じやり方で部下に責任を押し付けられることも知っていたが、そのようなことをするぐらいなら死んだほうがましと考える。「政令第一〇－二八九号」に違反してその場で辞職することを宣言し、居場所を伝え、保安官を送るなら送るように言い、帰宅する。

#### 路線係長
The road foreman
コロラド部門の路線係長。
妻と、高校生の息子と、町一番の美人と評判の19歳の娘がいる。一生がかりで購入した家がある。いつでも別の就職先が見つかるだけの能力があるため、かつては一雇用主と対立して職を失うことを恐れたことはなかった。しかし「政令第一〇－二八九号」施行後は、失職は自分と家族の餓死への道を意味するようになったため、雇用主に挑むことを恐れるようになっていた。
上司ミッチャムから、「緊急時に備え、最上の機関車をただちにウィンストンに送る」ことを書面で指令され、指令どおり「最上の機関車」である古い蒸気機関車「三〇六号」を送れば乗客300名がトンネル内で窒息死することを理解し、逡巡するが、指令を守ることで自分の子供の命を守り、乗客の命を犠牲にすることを選ぶ。
運行指令長ブレント上司ミッチャムの指示を拒否して殴り倒されると、ブレントの代わりに自分が責任を押し付けられかねなくなったため、ブレントを憎しみの目で見つめる。

#### 列車長
The trainmaster
コロラド部門の列車長。
48歳。家族も友人もいない。
発明家を志す25歳下の優秀な弟を、持てる情熱の力のすべてを注いで育てたが、弟は「政令第一〇－二八九号」の施行日に自殺した。「人はこのことを知らなければならない」という感情に突き動かされ、地元紙の編集長を訪れ、弟の死の話を掲載するよう求めるが、「国民の勤労意欲に悪影響をもたらす」という理由で拒否された。このとき「あらゆる人間の生死とこの国の命運に対するいっさいの関心」を失くした。
上司ミッチャムから、「『緊急』のために、機関車の乗務員を割り当てる」ことを書面で指令され、乗務員を呼び出す電話の受話器を握る。このとき不意に、指令を守れば自分が指名した乗員2名がトンネル内で窒息死するという事実に、慄然とする。起こりうる事態を部下20名全員に警告すれば、乗員2名と乗客300名の命が救われる、という考えも頭をよぎる。しかし既に感情がそのような数字に反応しなくなっていたため、ミッチャムからの指令どおり、機関士1名、機関助士1名に蒸気機関車「三〇六号」への乗務を命じる。
運行指令長ブレントが上司ミッチャムの指示を拒否して殴り倒されると、ブレントの代わりに自分が責任を押し付けられかねなくなったため、ブレントを憎しみの目で見つめる。

#### 列車長の弟
タッガート大陸横断鉄道コロラド部門の列車長の、25歳年下の弟（故人）。
マサチューセッツ州にある大手電気機器メーカーの若い研究所員だった。大学新卒者としては桁外れの給料で雇われた。兄（列車長）が持てる情熱の力のすべてを注いで育て、工科大学までやった。発明家を志し、情熱のすべてを勉強に注いだ。工科大学のすべての教授が、彼に天才のしるしを認めた。「政令第一〇－二八九号」（発明を禁止した「現在市場にない新しい意匠・発明・製品・商品すべての、生産・開発・製造・売却は本政令の施行日以降これを認めない」）という条文がある）が施行された5月1日の夕方、自殺した。

#### ディック・ホートン
Dick Horton
コロラド部門の機関士長だった人物。ミッチャムが部門監督長に着任して3日で辞めた。
タッガート・トンネルの換気装置が既に効かなくなっており、ディーゼル機関車でも安全に通過できなくなっていると言い残していた。

#### ニューヨークの交換手
The  Taggart operator in New York
本社の夜勤の交換手。
チャルマーズから社長ジェイムズ宛の、コメット号をただちに動かすよう脅迫する電報を、ウィンストン駅の交換手から受け取る。乗客から社長に要求を取り次ぐことは禁じられていたが、「ワシントンの男」に睨まれる危険は冒せないと考え、ジェイムズの自宅に電話を掛け、チャルマーズからの脅迫文を伝える。

#### 車掌
The conductor
コメット号の車掌。
かつては乗客の安全に責任を負うことは車掌としての仕事の一部であり、その責任を引き受け任務を遂行することに誇りを感じていたため、乗客の安全を自分の安全よりも優先させていた。「政令第一〇－二八九号」の施行後は、乗客に冷たい関心を向けることしかできなくなっている。
機関車が脱線して様子を見に来たチャルマーズに、事故の状況と背景（レールの交換が必要になっていたにもかかわらず業務副社長ローシーが交換をキャンセルしたこと）を説明する。このとき、事故の責任の一端がチャルマーズにあるかのような目でチャルマーズを見る。
コメット号が構内機関車に引かれて脱線現場からウィンストン駅の待避線に入ったとき、チャルマーズに呼び出されて早く出発するように脅され、朝まで出発できない理由を「我慢強く、冷ややかに礼儀正しく」説明する。チャルマーズが聞き入れようとしないと、自分ではなく駅長に話すように示唆して立ち去る。
ウィンストン駅で駅長から、蒸気機関車「三〇六号」でコメット号を出発させる指令書を受け取ったとき、その場にいる駅員・乗務員たちの顔を見まわした後、指令書を畳んでポケットに入れ、一言も発さず部屋を出てコメット号に乗る。
車掌室から客車の窓の連なりを見ながら、「乗客を起こして警告すべきだろうか」と一瞬考える。しかし、乗客は「政令第一〇－二八九号」を求めて受け入れたのであり、日々「統一評議会」が下す判決の無防備な犠牲者たちに背を向けているのであり、仮に警告して列車の出発を止めた結果、自分が「命令に服従せず、パニックをひき起こし、チャルマーズ氏の旅行を遅らせた責任」を「統一評議会」に問われても誰も自分を率先して弁護しないはずである以上、自分の生命を犠牲にして彼らを救う道理はないと考え、カンテラを上げて機関士に出発の合図を送る。
列車が出発する直前、最後尾のデッキからホームの反対側に降り、誰に見られることもなく山の暗闇に消える。

#### ジョー・スコット
Joe Scott
蒸気機関車「三〇六号」をシルバースプリングスの機関車庫から運転してきた機関士。ウィンストン駅に到着したとき、酔っぱらっていた。
アマルガメイティッド全米労働組合会長フレッド・ケナン（「統一評議会」にコネがある人物）の友人で、組合員の利益を犠牲にして組合会長ケナンの利益を守っていた。3ヶ月前、重大な事故の原因となった安全規定違反で解雇されたが、2週間後に「統一評議会」の命令で復職。
蒸気機関車でコメット号を出発させる指令をコメット号の機関士が拒否して出て行ったあと、ウィンストン駅の駅長に依頼され、「十分スピードを出せばいけるだろ」と言ってコメット号の運転を引き受ける。

#### ビール機関助士
Fireman Beal
ジョー・スコットと共にシルバースプリングスの機関車庫から蒸気機関車「三〇六号」に乗務してきた機関助士。
「おっとりとした人のよい、機関士に出世しようなどとは夢にもおもわぬ良い助士であり、頑強な筋肉が唯一の資産だった」と描写されている。
蒸気機関車「三〇六号」がコメット号に連結されるとき、不安にかられるが、「上司は何もかも承知しているだろう」と確信し、あえて質問はせず従う。
トンネル内で蒸気機関車の排煙で窒息してパニックに陥った乗客が緊急ブレーキコードを引き、急停止による振動で機関車のエアホースが破れ、再出発が不可能になったあと、次第に濃くなる煙霧の中で機関車を飛び降り逃走する。トンネル西側出口が見えたとき、トンネル東側から（信号機が故障していたため停止信号を無視して）進入した軍用貨物列車（大量の爆発物を運搬）がコメット号に衝突して爆発。爆風に飛ばされ気を失う。事故の唯一の生存者になる。

#### 転轍手
A switchman
ウィンストン駅の転轍手。
10年前の夜、橋の流失から列車を救うため、洪水の中で生命の危険を冒した。
コメット号を待避線から本線に送る転轍機を操作するため、待機していた。自分が転轍機を操作しなければ、コメット号の乗員と乗客300名を救えることを知っていた。10年前とは時代が変わったことを思い、転轍機を操作し、通過していくコメット号を見送りながら「自分は生涯この仕事を憎み続けるだろう」と思う。

#### 蒸気機関車に引かれてタッガート・トンネルに入って行ったコメット号の乗客
一号車A寝室の男
The man in Bedroom A, Car No. 1
社会学の教授。
「個人の能力は社会には何の影響も及ぼさず、個人の努力は無駄であり、個人の良心は役に立たない贅沢であり、個人の精神も人格も業績もなく、すべては集団として達成され、重要なのは大衆全体であり、個人ではないと教えていた」と描写されている。
二号車七番室の男
The man in Roomette 7, Car No. 2
ジャーナリスト。
「『善い大義』のためであれば、何であれ彼自身が『善い大義』の思想とみなすと決めたことのためならば、強制行為は妥当で道徳的であると書き、自分には他人に対する暴力―人生を台無しにし、野心を抑圧し、欲望を絞め殺し、信念を侵し、刑務所に入れ、略奪し、殺戮する暴力の拘束を解く権利があると信じていた。彼は善を定義したこともなく、ただ『感情』に従ったというだけであり、善い大義とは思想である必要さえなかった。そして情緒は知識に優ると考え、自分自身の『善意』と銃の力のみに依存しており、感情が知識によって抑制されることはなかった」と描写されている。
三号車十番室の女
The woman in Roomette 10, Car No. 3
年配の学校の教諭。
「多数の意思だけが善悪の基準であり、多勢であれば何をしてもよく、人は我を張るべきではなく、人並みに生きねばならないと教えることによって子どもたちを軟弱な臆病者に変えることに生涯を費やしていた」と描写されている。
四号車B室の男
The man in Drawing Room B, Car No. 4
新聞社の社長。
「人間は生来悪であり、自由には適さず、人の基本的な本能は監視がなければ嘘をつき、盗み、殺しあうことであり―従って、人を働かせ、道徳的たらしめ、秩序と正義の中におさめておくためには、支配者だけの特権にされた嘘と盗みと殺しによって支配されなければならないと信じている」と描写されている。
五号車H寝台の男
The man in Bedroom H, Car No. 5
ビジネスマン。
「機会均等化法案の下に国庫貸付金の援助を得て鉱山を買収することによって事業を始めた」と描写されている。
六号車A室の男
The man in Drawing Room A, Car No. 6
金融業者。
「『凍結』鉄道社債を購入し、ワシントンの友人にそれを『解凍』させて財産を作った」と描写されている。
七号車五番座席にいた男
The man in Seat 5, Car No. 7
労働者。
「雇用主が自分を求めようが求めまいが、自分には仕事に対する『権利』があると信じていた」と描写されている。
八号車六番室の女
The woman in Roomette 6, Car No. 8
講演家。
「消費者として、鉄道の人間が提供したかろうがしたくなかろうが彼女には交通手段を求める『権利』があると信じていた」と描写されている。
九号車二番室の男
The man in Roomette 2, Car No. 9
経済学の教授。
「工業生産において知性が果たす役割はなく、人間の精神は物理的な道具によって条件づけられ、工場や鉄道は誰にでも経営でき、それは機械があるかないかだけの問題だと説明することによって私有財産の廃止を唱えていた」と描写されている。
十号者D寝台の女
The woman in Bedroom D, Car No. 10
二人の小さな子供を連れた母親。夫は政令を守らせる政府の仕事についている。
夫の仕事について、「『私はどっちだっていいわ。困るのはお金持ちだけですもの。結局のところ、私は自分の子どもたちのことを考えなければなりませんから』と弁護した」と描写されている。
十一号車三番室の男
The man in Roomette 3, Car No. 11
脚本家。
「鼻水をたらした気弱で神経質な」人物で、「貧乏臭くてつまらない台本に、社会メッセージとして、すべてのビジネスマンは下劣だという趣旨の猥褻な場面をおそるおそる挿入していた」と描写されている。
十二号車九番室の女
The woman in Roomette 9, Car No. 12
主婦。
「何の知識もない事業を営む大企業を規制するために、どんな人物かも知らずに政治家を選ぶ権利が自分にはあると信じている」と描写されている。
十三号車F寝台の男
The man in Bedroom F, Car No. 13
弁護士。
「『私？　私はどんな政治制度の下でもやっていけますよ』といった」と描写されている。
十四号車A寝台の男
The man in Bedroom A, Car No. 14
哲学教授。
「知性はなく―トンネルが危険だとどうしてわかるだろう？―現実はなく―トンネルが存在するとどうして証明できるだろう？―論理はなく―なぜ列車が動力なしに動けないと主張するのかな？―原則もなく―なぜ因果律にしばられるのかな？―権利もなく―なぜ強制的に人を仕事につかせてはいけないのかな？―道徳もなく―鉄道の経営にどんな道徳があるというんだね？―絶対などない―どのみち君が生きるか死ぬかで何の違いがあるだろう？―と教えていた。そして人は何も知らず―なぜ上司の命令に逆らうのかね？―何事についても決して確信できず―なぜ君が正しいとわかるのかな？―そのときどきの都合で行動しなければならない―仕事を失いたくはないだろう？―と教えていた」と描写されている。
十五号車B室の男
The man in Drawing Room B, Car No. 15
財産を相続した人物。
「なぜリアーデンだけがリアーデン・メタルの製造を許可されるべきなのだろう？」と繰り返していた。。
十六号車A寝台の男
The man in Bedroom A, Car No. 16
人道主義者。
「能力のある人間？　かれらの苦しみもかれらが苦しんでいるのかもどうだっていい。能力のない人間を支えるにはかれらに負担させなければならない。正直いって、これが公平かどうかは問題ではない。私は窮乏した者への慈悲が関係するところで、能力のある人間にいかなる公平さも認めたくはないということに誇りを感じている」と述べた。

### 「頭脳のストライキ」への参加者として登場するその他の人物
ここでは、「頭脳のストライキ」への参加者として登場するその他の人物を記述する。

#### ラグネル・ダナショールド
Ragnar Danneskjöld
米国からヨーロッパの「人民国家」への救援物資を運ぶ船を襲う、世界的に有名な海賊。長身、金髪で「どきりとするほど完璧な美しい顔」をしている。女優ケイ・ラドロウと結婚しているが、彼らの関係は外の世界では知られていない。
ヨーロッパの貴族の家系で、父は司教。
哲学者を志し、名門パトリック・ヘンリー大学に入学。入学後に知り合ったフランシスコ・ダンコニア、ジョン・ゴールトと共に、ヒュー・アクストン博士の下で哲学を、ロバート・スタッドラー博士の下で物理学を学ぶ。学生時代は3人の中でもっとも勤勉でおとなしく、大学の図書館の受付で働いていた。ジョン・ゴールトが「頭脳のストライキ」を始めたとき、フランシスコ・ダンコニアと共に真っ先に参加する。
物語の大半を通じて表には出てこないが、リアーデンが「政令第一〇－二八九号」によりリアーデン・メタルの権利を放棄させられた時、リアーデンを励ますために現れ、リアーデンのために奪還した財の一部である純金の延べ棒を渡す。
本作品が書かれた当時ランドと親密だったバーバラ・ブランデンによれば、執筆中の原稿にはダナショールドの海上での冒険を描いた箇所が存在していたが、最終的に出版された版からは削除された。ランドは1974年に行った講演で、ダナショールドの名前が、主人公が初代ダナショールド伯爵になるヴィクトル・ユーゴーの小説『アイスランドのハン』へのトリビュートであると認めている。

#### リチャード・ハーレイ
Richard Halley
ダグニーのお気に入りの作曲家。最高の成功を収めたオペラ上演の翌日、謎の失踪を遂げた。
長年にわたり作曲家として認められず、苦しい生活を送る。24歳の時に作曲し初上演されたオペラ「パエトン」は、観客からブーイングとヤジを浴びて中止になる。19年後「パエトン」は再演され、オペラハウス始まって以来の大喝采を浴びる。その翌日、ハーレイは自分の音楽の権利を売り払い、引退して失踪する。
ダグニーがゴールト峡谷に着いたとき、ハーレイはそこで果樹園を営みながら音楽家として活動し、本業の業績を交換し合う夏の1ヶ月間はコンサートを開いていた。

#### 若い金髪の制動士
A brakeman (blonde and young)
ダグニーが乗った特急コメット号で、存在しないはずの「ハーレイの協奏曲第五番」を口笛で吹きながら暖房装置を調整していた金髪の青年。
ダグニーがゴールト峡谷に着いたとき、青年は整備士としてエリス・ワイアットの石油採掘事業を手伝いながら、ハーレイの元で音楽を学んでいた。

#### オーウェン・ケロッグ
Owen Kellogg
ニューヨークのタッガート・ターミナルの部長補佐。ターミナルを実質的に仕切っている。タッガート大陸横断鉄道に残る数少ない有能な人物として、ダグニーの目に止まる。部門監督長としては若すぎる年齡だったが、ジェイムズが任命したオハイオ部門の監督長が無能で使いものにならないため、ダグニーはこのポストをケロッグにオファーすることを決意する。しかしオファーしようとしていた矢先、ケロッグはタッガート大陸横断鉄道を辞職してしまう。
タッガート大陸横断鉄道を辞職してからは、臨時雇いの単純労働者として生計を立てる。
クイン・ボールベアリング社の工場で日雇作業員として機械の搬出を手伝っていたとき、通りの向かいのアマルガメイティド転轍信号機製作所の社長ホーレス・バズビー・モーウェンから、社会の変化に対する愚痴と、経済企画国家資源局の調整官長に任命されたウェスリー・ムーチへの期待を聞かされる。
「友人たちとのひと月の休暇」のため、コメット号の二等客車で西に向かう途中、真夜中の大草原で乗務員の一斉逃亡（「政令第一〇－二八九号」施行後の奴隷制への造反）に遭う。そこで偶然ケンティン・ダニエルズの辞職を思いとどまらせようとユタに向かっていたダグニーに会い、非常電話があるところまで徒歩で向かうダグニーに同行する。
このときダグニーに復職を懇願され、日雇い仕事ならやるが「私の頭脳」を求められる仕事はやらないと伝え、ストライキ参加者（ダグニーの立場からは「破壊者」の一味）であることを悟られる。歩きながらダグニーにドルマーク入りのタバコ（タバコ屋の店主が「自分が知る限りこの世で作られたものではない」と言った）を差し出し、どこで手に入れたのか問われ、ドルマークの含意だけを教える。
線路を11km歩いて非常電話にたどり着き、ブラッドショーの運行指令員に乗務員の派遣を依頼してから、近くに飛行場があることに気づいたダグニーが飛行機でどこかに行きたそうにしているのを見て、自分が責任をもってコメット号をダグニーの部下に引き渡すことを申し出る。ケンティン・ダニエルズのいるユタ州に向け飛行機で急ぐダグニーから、万が一のことがあったときはエディー・ウィラーズを通じてジェフ・アレンに仕事を与え、何が起きたかをハンク・リアーデンに伝えてほしいと頼まれ、引き受ける。

#### トーマス・ヘンドリックス博士
Dr. Thomas Hendricks
脳卒中を防ぐ新しい方法を開発した、著名な脳外科医。
アメリカの医療システムが政府のコントロール下に置かれたのを機に、ゴールトのストライキに参加する。ゴールト峡谷で医師をしている。

#### ケイ・ラドロウ
Kay Ludlow
隠退した美人女優で映画スター。ダグニーがゴールト峡谷にたどり着く4年前に、ラグネル・ダナショールドと結婚した。
ゴールト峡谷ではカフェテリア店員として働きながら、本業の業績を交換し合う夏の1ヶ月間は女優として戯曲（ストライキに参加した作家が書いた外では発表されない作品）に出演している。

#### ロジャー・マーシュ
Roger Marsh
マーシュ電器の社長。
次々に失踪していく有能なビジネスマンたちに腹を立て、友人のテッド・ニールセンに「どんなに凄まじい誘惑におそわれても動けないように自分を鎖で机につないでもいい」と言い、万が一辞職の誘惑を拒みきれなくなったときは手紙で手掛かりを残すと誓っていたが、突然手紙も残さず失踪する。
ダグニーがゴールト峡谷に着いたとき、ゴールト峡谷でキャベツ農場を営んでいた。

#### カルビン・アトウッド
Calvin Atwood
アトウッド電力の失踪したオーナー社長。
ダグニーがゴールト峡谷に着いたとき、ゴールト峡谷で皮革製品業を営み、靴などを生産していた。

#### ドワイト・サンダース
Dwight Sanders
高品質の航空機を製造する、サンダース航空機のオーナー。若い敏腕な技術者。
連合機関車製作所が倒産し、まともなディーゼル機関車の入手が不可能になったとき、ダグニーに依頼され、連合機関車製作所の工場を買い取る（「機会均等化法」により複数の事業は持てなかったため、サンダース航空機は弟に譲る）。ジョン・ゴールト線用のディーゼル機関車10台の購入契約をダグニーと交わした直後、突然理由を告げずに辞職し、失踪する。
ダグニーがゴールト峡谷に着いたとき、ゴールト峡谷で養豚場を経営しながら、飛行機の整備、飛行場の係員、トラクターの設計製造などをしていた。

#### ディック・マクナマラの部下
ダグニーがゴールト峡谷にたどり着いたとき、ディック・マクナマラの水道管、電力線、電話事業を手伝っていた3人。
経済学の教授
「人は生産するより多くを消費してはならない」と教えたために外の世界で失業した。妻と共にストライキに参加する。妻はゴール峡谷でパン屋を営む。
歴史の教授
「貧民街の住人はこの国を築いた者たちではない」と教えたために外の世界で失業した。
心理学の教授
「人は考えることができる」と教えために外の世界で失業した。

#### 採掘人
The roughneck
エリス・ワイアットの油田で採掘人として働く人物。
大柄の筋骨たくましい人物。外の世界ではトラックの運転手だった（ずっとトラックの運転手をやり続けたいわけではなかったと述べる）。

#### 女性漁師
The Fishwife
ゴールド峡谷で、ローレンス・ハモンドの食料品店に魚を卸すことで生計を立てている若い女性。「目は大きく、黒い髪は乱れていた」と描写され、作家でもある。ゴールトは彼女を「外では出版されない類の」作家であり、「言葉を扱うとき、人は頭脳を扱うと信じている」作家であると述べる。
ダグニーは、この若い女性がジョン・ゴールトを見つめる眼差しを見て、これまで覚えたことのない感情を覚えてそれが焼けつくような嫉妬だと気づく。
バーバラ・ブランデンのThe Passion of Ayn Randによると、「女性漁師は、『肩をすくめるアトラス』におけるアイン・ランドのヒッチコック的登場だった」。レナード・ピーコフも同様に証言している。

#### 彫刻家
ゴールト峡谷でパートナーの化学者とともに鍛冶屋と修理屋を合わせた店を営んでいたが、あとからゴールト峡谷に来たアンドリュー・ストックトンに顧客を奪われ、ストックトンの下で働きながら彫刻家として活動するようになる。結果、ストックトンが来る前よりも短時間で多く稼げるようになる。

#### 化学者
ゴールト峡谷でパートナーの彫刻家とともに鍛冶屋と修理屋を合わせた店を営んでいたが、あとからゴールト峡谷に来たアンドリュー・ストックトンに顧客を奪われ、農業に参入する。農業に参入後、作物の収穫を倍にする肥料を開発し、特にジャガイモ栽培の生産性を大幅に高める。

#### パン屋の若い女主人
ディック・マクナマラに雇われた経済学の教授の妻。 
二人の息子を人間らしく育てるため、自らの信念でストライキを宣言しゴールト峡谷に移住する。

#### パン屋の女主人の二人の息子
ダグニーがゴールト峡谷に来たときに出会った、7歳と4歳の少年。母はパン屋の若い女主人、父はゴールト峡谷でディック・マクナマラに雇われた経済学の教授。
「二人はかつての彼女〔ダグニー〕のように人生に立ち向かっているようにみえた。外の世界の子供たちによく見た表情―秘密めいた皮肉混じりの怯えた表情や、大人に反抗する子供の防御的な表情や、嘘を聞かされていると知って憎しみをおぼえつつある表情はない。この二人の少年には、傷つけられると思いもしない子猫のような開けっぴろげで楽しげな人なつっこい信頼、自分の価値についての無邪気で自然な驕慢さのない感覚と、他人がその価値を認識する能力への同じく無邪気な信頼があった。かれらには、人生には価値のないものも、発見の道が閉ざされているものもないという確信をもってどこへでも踏みこんでいく旺盛な好奇心があった。そして、たとえ悪意のあるものに出くわしたとしても、それを危険ではなく愚かなものと見下して拒み、それが存在の法則だと傷つきあきらめて受け入れることなどないかに思えた」と描写されている。

### 主人公側のその他の人物

#### ナタニエル（“ナット”）・タッガート
Nathaniel "Nat" Taggart
タッガート大陸横断鉄道の創業者。ダグニー・タッガートの曽祖父で、彼女のロールモデル。
ニューイングランドから裸一貫で出てきて、銀行家から農家まで、金を持つ人間一人一人に見込める利益の莫大さとその根拠だけを説いて資金を調達し、政府からの支援をいっさい受けることなく、数々の妨害をはねのけ大陸横断鉄道を建設した。イリノイ州でミシシッピ側を横断する鉄橋を建設し始めた時は、蒸気船業者の苦情を受けた裁判所から、建設中の橋を取り壊し川では船で旅客を運ぶよう命じる判決を下される。この判決に対して最高裁まで何年もかけて争い、1票差で勝訴する。
利益の追求をあからさまにする態度から、存命中は有名というより悪名高かった。競争相手を羨むことはなかったが、唯一「大衆なんざクソクラエだ！」と言った人物のことは「自分が言いたかった」と羨んだ。
タッガート・ターミナルのコンコースの中心に、青年時代の彼のすらりとした全身像の銅像が立てられている。ダグニーにとって、コンコースを通るたびにナタニエル・タッガートの銅像を眺めることが唯一の祈りのかたちになっている。

#### ナタニエル・タッガートの妻
タッガート大陸横断鉄道の創業者の妻。名前はダグニー。主人公ダグニーの名前は、彼女にちなんで付けられた。美貌で有名だった。
南部の由緒ある家の出身。若く貧しい野心家に過ぎなかったナタニエル・タッガートと駆け落ちし、家族から勘当された。夫ナタニエルが大陸横断鉄道の建設資金の調達に行き詰まり、彼を嫌っていたが彼女の美貌に魅せられていた大富豪が彼女を担保に融資を申し出た時、自ら借入金の担保になった。

#### セバスチアン・ダンコニア
Sebastian d'Anconia
16世紀（あるいは17世紀）にダンコニア財閥の基礎を築いた人物。自らの見解を自由に表明して宗教裁判長と対立し、宮廷と最愛の女性を後にして、スペインを脱出した。アルゼンチンで小さな採銅業を始め、巨大な銅山企業グループに発展させて新たな巨富（と新しい宮殿）を築き、彼を待っていた最愛の女性を妻に迎えた。
ダグニーが曽祖父ナタニエル・タッガートを目指しているのと同様、フランシスコ・ダンコニアは、彼をロールモデルとして目指している。

#### グウェン・アイヴス
Gwen Ives
ハンク・リアーデンの秘書。20代後半の小柄な（体重が50kgもない）女性。
「落ち着いて和やかな感情を抑えた顔には、最高のデザインを施したオフィスの備品にも似つかわしい上質さがある。冷徹なまでに有能な従業員の一人だ。任務をこなす彼女の流儀には、仕事中のいかなる感情の要素も許しがたい不品行とみなす合理的な清廉さがあらわれていた」と描写されている。
「並外れて知的で有能」と上司であるハンクから評価されている。

#### トム・コルビー
Tom Colby
リアーデン・スチールの圧延工場の職工長。リアーデン・スチール労働組合代表。
ハンク・リアーデン率いる経営陣を相手に一度も派手な闘争をしようとしなかったため、「御用組合」の長として糾弾され続ける。
「政令第一〇－二八九号」の施行後、リアーデン・スチールを真っ先に退職する。

### 敵対者側のその他の人物

#### オルレン・ボイル
Orren Boyle
リアーデン・スチールの競合である共同製鉄の社長。ジェイムズ・タッガートと共にたかり屋サークルの一員。
10万ドルの自己資金と2億ドルの政府補助金で事業を始め、中小企業を多数傘下におく巨大企業グループを形成する。しばしば全米の雑誌の表紙を飾る。
競合ハンク・リアーデンの力を削ぐため、たかり屋仲間のジェイムズ・タッガートを通じてリアーデンのロビイストのウェスリー・ムーチを裏切らせ、「機会均等化法」を成立させる。ハンクが開発したリアーデン・メタルを潰すため、リアーデン・メタルの危険性を危惧する世論をたかり屋仲間と共に煽る。リアーデン・メタルの安全性が証明されて市場を席巻すると、圧力団体を結成し、リアーデン・メタルの生産量を「同様の生産能力の製鉄所の出来高と同じ量」に制限する「生計維持法」の議会通過を働きかける。
「政令第一〇－二八九号」の施行後、ハンクがダグニーとの不倫関係を公表すると脅迫されてリアーデン・メタルの権利を放棄すると、自社でリアーデン・メタルを生産し始める。
大西洋南部鉄道に出荷する予定だった構造用形鋼1万トンを、大西洋南部鉄道側の同意なしに、「ドイツ民国」に送るために世界救済局に売却する。このとき「必要はすべてに先んじる」という“犠牲の原則”を持ち出すが、ボイルの最も大切なワシントンの友人には「ドイツ民国」資源省の友人がいた。

#### リアーデンの母
Rearden's mother
名前不明。フィラデルフィアにある息子ハンクの家で暮らしている。
慈善事業に関わっており、四六時中ハンクを非難している。
息子のフィリップを溺愛している。

#### フィリップ・リアーデン
Philip Rearden
ハンク・リアーデンの7歳下の弟。ペンシルベニア州フィラデルフィアにある兄ハンクの家で暮らしている。物語の開始時点で38歳。
ハンクに学費を出してもらって大学に行き、以後就職せず、社会運動に関わっている。「世界発展の友」をはじめ、多くの社会運動団体に所属している。
「世界発展の友」のプロジェクトのための1万ドルが集まらず苦労していることを、人々の社会意識の欠如への憤怒と共にハンクに伝えたとき、ちょうどリアーデン・メタルの初出鋼を祝いたい心境にあり、「一度くらい衝撃的な幸福を体験させれば弟も何かを学ぶのではないか」という期待も抱いたハンクから、1万ドルの寄付の申し出を受ける。フィリップはこの申し出に、ハンクが恵まれない人々のことを思っていないことを責め、個人的動機で活動していない自分の潔癖さを主張した上で、「進歩的な」団体の献金者リストにハンクのような産業家の名前が載るのは「恥」だからという理由で、1万ドルを小切手ではなく現金で渡すよう要求する。
ハンクの事業に大きな打撃を与える「機会均等化法」の推進運動にも熱中する。

#### ポール・ラルキン
Paul Larkin
ハンク・リアーデンの古なじみの実業家。様々な事業に手を出して長続きせず、現在は小さな採掘機具制作会社を営む。よくハンクのところに相談に来て、時々借金している。物語の開始時点で53歳。
「背が低く、丸い体型のために無防備で不完全に見え、軽く触れただけで縮んで貝殻のなかにひっこんでしまいそうだ。物欲しげな目と、おどおど哀願する笑みが貝殻がわりだ。少年が未知の世界に身を投げだす様子を連想させる笑みをみせると人は警戒心をといた」と描写されている。
ジェイムズ・タッガート、オルレン・ボイル、ウェスリー・ムーチなどハンクを敵視するたかり屋たちが、ハンクとの個人的関係を買い接近する。たかり屋たちがハンクの勢力を削ぐために推進してきた「機会均等化法」の成立後、ハンクの傘下にあったリアーデン鉱石を、実質的にほぼ無償で取得する（買収費用の3分の2は国庫から融資され、残額の3分の2はリアーデン鉱石の鉱山を担保にハンクが貸した）。
タッガート大陸横断鉄道の株価が（たかり屋たちによる世論操作で）下落しきったタイミングで、同社の株式を密かに偽名で購入する。
リアーデン鉱石が産出した鉱石の輸送手段を、低コストな湖上輸送から、たかり屋仲間のジェイムズ・タッガートが経営する高コストなタッガート大陸横断鉄道に切り替える。結果的に湖上輸送業者が潰れる。またリアーデン鉱石が産出した鉱石を、約束通りハンクに納入せず、たかり屋仲間のボイルが経営する共同製鉄に納入する。

#### ホーレス・バズビー・モーウェン
Horace Bussby Mowen
アマルガメイティド転轍信号機製作所社長。祖父の代からタッガート大陸横断鉄道に転轍機や信号を収めている。
太鼓腹で背が低く、白髪混じりの金髪をしている。
ダグニーからリアーデン・メタル製転轍機の製作を依頼され、渋々応じるが、リアーデン・メタルの安全性を疑う（たかり屋たちに煽動された）世論の高まりを受け、途中で製作を下りる。タッガート大陸横断鉄道の株価が（たかり屋たちによる世論操作で）下落しきったタイミングで、同社の株式を、密かに姉名義で購入する。
自社の向かいにあったクイン・ボールベアリング社がコロラド州への移転を始めた際、日雇作業員として機械の搬出を手伝っていたオーウェン・ケロッグに、社会の変化に対する愚痴と、経済企画国家資源局の新しい調整官長ウェスリー・ムーチへの期待を語る。
リアーデン・メタルの安全性が証明され入手が困難になると、圧力団体を結成し、リアーデン・メタルを必要とする顧客すべてに等しく供給するように定める「公正分配法」の議会通過を働きかける。その後リアーデン・メタル製の転轍機を製造し、タッガート大陸横断鉄道の競合である大西洋南部鉄道に売り始める。
ハンク・リアーデンが法律違反を問われた裁判で、ハンクがたかり屋側の不当を訴えて執行猶予を勝ち取った1週間後、自分が率いるビジネスマンの団体で、失業者の子どもたちに遊技場を建設する基金を設立したと大々的に発表する。
ハンクが失踪し、有能なビジネスマンが雪崩を打って失踪したあとは、政府のプロパガンダ番組に、産業界を代表する人物として顔を並べるようになる。

#### バートラム・スカダー
Bertram Scudder
雑誌『未来』編集長。たかり屋サークルの一員。
痩せすぎの体型。口と眼球が突き出ている以外、全体的に内側にへこんでいるような細長い顔をしている。
ハンク・リアーデンを愚弄・攻撃する「蛸（たこ）」と題した論評を書いたことがある。
「機会均等化法」の成立を言論であと押しする。「財産権など迷信にすぎん。財産の所有はそれを接収しない人民の厚意によるものだ」という考えの持ち主。
停滞した東海岸から活況に湧くコロラド州への企業の移転が盛んになると、圧力団体を組織し、「公共安定法」（東海岸の企業の州外移転を禁じる法律）の議会通過を働きかける。支持者が増え、世論に大きな影響力を持つようになり、実業界の大物からも恐れられるようになる。ティンキー・ハロウェイの派閥に所属する。
「政令第一〇－二八九号」による奴隷制を逃れ失踪したと噂されていた（実際にはゴールト峡谷にいた）ダグニーが復帰したとき、たかり屋側はダグニーに、2千万人が聴くスカダーのラジオ番組に出演して「政令第一〇－二八九号」を支持し、国民の動揺を食い止めるように強要する。このときたかり屋側は、ハンク・リアーデンの妻のリリアンを通じ、ハンクがリアーデン・メタルの権利を放棄したのはダグニーとの不倫関係を公表すると脅迫されたからだったことをダグニーに教え、スカダーのラジオ番組に出演しなければ、ハンクとの不倫関係を公表すると脅迫する。リリアンの脅迫を受けたダグニーは、スカダーの生放送ラジオ番組に出演し、自分はハンクの愛人であり、そのことを誇りに思っていると聴取者に向けて堂々と語った上で、ハンクがリアーデン・メタルの権利を放棄したのは「政令第一〇－二八九号」を支持したからではなく、自分との不倫関係をネタに恐喝されたからだと暴露する。
ダグニーによるこの暴露の責任を取らされ、スカダーは失脚する。

#### バルフ・ユーバンク
Balph Eubank
「当世文学界の先導者」と呼ばれている作家。著書が3千部以上売れたことがない。
パーティーで若い女性から「人生の本質って何ですか？」と聞かれて「敗北と苦難」と答える。フラストレーションをテーマにした自分の新しい小説『心は牛乳配達屋』（The Heart Is a Milkman）をリリアン・リアーデンに献呈すると申し出る。新しい小説をダグニーとジェイムズにも献呈する。ジェイムズとシェリルの結婚披露宴で、ジェイムズに「私の最新の小説は本当に気に入っていただけましたか？」「本当にお気にめされたのでしょうか？」としつこく尋ねる。
女性であるダグニーが「機織りの美しい手芸と育児にいそしむ替わりに鉄道を経営」していることを、機械が「人の人間性を破壊し、大地から引き離し、自然の芸術を奪い、魂を殺して無感動なロボットに変えてしまった」「今世紀の病の症状」と見なしている。
芸術家が行商人のように扱われるのは恥ずべきことであり、あらゆる本の販売を1万部以下に制限する法律を制定すべきであると主張する。リアーデン・メタルを採用したジョン・ゴールト線の安全性を疑う世論を煽るため、たかり屋サークルが「公平無私な市民の委員会」の名で始めた請願署名に、率先して署名する。

#### モート・リディー
Mort Liddy
凡庸な作曲家。誰も聴こうとしない映画音楽や現代交響曲を作曲している。旋律は幼稚な没趣味だと信じている。リリアン・リアーデンの友人。
映画『天国は裏庭に』（Heaven’s in Your Backyard）の挿入曲として、リチャード・ハーレイの協奏曲第四番の冒頭のハーモニーを大衆向けに改悪した曲を作り、最優秀映画音楽賞を受賞する。
リアーデン・メタルを採用したジョン・ゴールト線の安全性を疑う世論を煽るため、たかり屋サークルが「公平無私な市民の委員会」の名で始めた請願署名に、率先して署名する。
パーティーでは常に神経質に笑っている。

#### クロード・スラゲンホップ
Claude Slagenhop
「世界発展の友」代表。
中肉中背のがっしりした体躯で、鼻がつぶれている。
リリアン・リアーデンの友人で、ハンクとリリアンの結婚記念パーティーに招かれる。このとき「必要としている人々がいる以上、まず財産を持つ人々から接収するべきで、配分についてはあとで議論すればよい」という考えを語る。

#### ベティー・ポープ
Betty Pope
由緒ある家柄の出身の女性。人を小ばかにした顔つきをしている。
ジェイムズ・タッガートと無意味な性的関係を持つ。

#### ポッター博士
Dr. Potter
「国家科学研究所で判然としない肩書を持つ」人物。
ハンク・リアーデンにリアーデン・メタルの権利を放棄させる交渉に来る。

#### トンプソン氏
Mr. Thompson
アメリカ合衆国の国家元首。
「存在感が希薄な男」で、「三人以上いる場では、彼という人物は判別がつかなくなり、一人でいると彼と似た無数の人間からなる独特のグループをひきつけるようだった。国民は彼の風采について明確な印象をもっていない。写真は前任者たちと同じく頻繁に雑誌の表紙を飾ったが、どれが彼の写真であり、どれが庶民の日常をとりあげた記事の『一郵便係』や『一事務員』の写真なのかはっきり区別がつきかねた。― トンプソン氏の襟がいつもよれよれであることを除いては。彼は肩幅が広く痩身だ。髪はべとべとで、口は大きく、疲れはてた四十代にも異常に元気な六十代にも見えて年齡不詳だった。強大な公的権力を持ちながら、自分を政権に押しこんだ者たちにそう期待されていたために、さらに権力を拡大すべく絶えず術策を弄してきた。彼には知性を欠く人間の狡猾さと、怠惰な人間の狂気的な活力があった。出世の唯一の秘密は彼が偶然の産物であり、そのことを認識し、それ以外の何者にもなろうとしなかったということだ」と描写されている。
ランドのノートに、彼のモデルがハリー・S・トルーマン大統領であることを示す記述がある。ランドが彼を「アメリカ合衆国大統領」と呼ばなかったのは、「アメリカ合衆国大統領」という肩書には様々な光栄ある特質が含意されており、この登場人物にはそうした特質がないと考えたからである。

#### フレッド・ケナン
Fred Kinnan
アマルガメイティッド全米労働組合会長。たかり屋サークルの一員。
「大作りの筋骨たくましい男だが、はっとするほど整った引き締まった顔立ちをており、口角があがっているために絶えず賢く皮肉な笑みを浮かべているように見える」と描写されている。
他のたかり屋たちと異なり、自分の目的を偽らない。自分自身と自分の共謀者の真の動機をあからさまに語る、唯一の人物。ゴールトの3時間の演説を聞いた後、ゴールトが率直にものを言うことへの賞賛を示す。同時に、自分がゴールトに滅ぼされる側の人間であることも認める。

#### クレム・ウェザビー
Clem Weatherby
経済企画国家資源局調整官長ウェスリー・ムーチの部下。タッガート大陸横断鉄道の取締役会にワシントンから派遣されて出席するようになる。
「こめかみの生え際に白髪がまじり、顔は細長い。顔の筋肉を伸ばしていなければ口を閉じていられないためか、特徴のない顔がややしかめっ面に見える」と描写されている。
「政令第一〇－二八九号」の素案を上司ムーチおよび同僚ユージン・ローソンと共に作成する。
「政令第一〇－二八九号」が施行されて辞職したダグニーがタッガート・トンネルの大事故で復帰したとき、ムーチとの直接対話を（ハンクへの裏切りに対する怒りから）拒否したダグニーから、ムーチ側との交渉窓口に指名される。たかり屋サークル内での交渉材料に使えるこの“ワシントンで唯一のダグニーとの交渉パイプ”への指名を、ウェザビーは喜ぶ。

#### ティンキー・ハロウェイ
Tinky Holloway
ワシントンの官僚。「ネズミ顔のテニス選手のような猫背のやせた男」。
友人の一団との旅行中、タッガート大陸横断鉄道マイアミ線で起きた脱線事故の影響で、3時間待たされる。このことで彼が「極めて不愉快なおもいを味わった」ことがタッガート大陸横断鉄道の技監に伝えられ、急いでこの支線を修理するために、本来最も急を要する本線山岳区域の修理が中止される。
たかり屋サークルの派閥の親玉になり、チック・モリスンが率いる派閥と対立する。

#### カフィー・ミーグス
Cuffy Meigs
「鉄道統一計画」の統一部長。「思考にまったく左右されない男」。
軍服ではないが軍服に見える制服を着て、自動拳銃とウサギの足のお守りを携帯している。「黄色っぽい肌、縮れ毛、なよなよの筋肉でできた固い顔、むっとする酒場の美的基準にならばかなう顔立ちの男」で、「かすんだ茶色の目にはガラスの空虚な平坦さがあった」と描写されている。「首の肉で襟がふくれ、体の肉がそれを隠すための細いウェストラインに締めつけられている」。
秘密兵器「プロジェクトX」の支配権を掌握し、誤爆させ、自分の手下たちやスタッドラー博士と共に爆死する。この誤爆で、ミシシッピ川に架かる最後の鉄道橋が崩壊する。

#### エマ・チャルマーズ
Emma Chalmers
キップ・チャルマーズの母。キップの死後、政治的影響力を獲得し、「キップママ」として知られるようになる。
ルイジアナ州で大豆栽培プロジェクトを組織し、収穫した大豆を輸送するため、数千両の貨車を徴用する。結果、小麦の主要生産地であるミネソタ州でその年に収穫された小麦が、輸送できないままほぼすべて腐ってしまう。収穫された大豆も刈り入れが早すぎたため、廃棄される。

#### サイモン・プリチェット博士
Dr. Simon Pritchett
パトリック・ヘンリー大学の名声ある哲学科長。当代一流の哲学者と見なされている。人間は化学物質の集合に過ぎず、理性は迷信であり、人生の意味を追究するのは無駄であり、現実は幻想であり、哲学者の義務は人間は何も理解できないということを証明することであると信じている。『宇宙の形而上学的矛盾』（The Metaphysical Contradiction of the Universe）という著書がある。

#### 機関士組合代表
The delegate of the Union of Locomotive Engineers
ジョン・ゴールト線の開通前にダグニーのもとを訪れ、「リアーデン・メタル製の橋を渡るジョン・ゴールト線での運転を組合員に許可しない」と通告に来る。

#### ケン・ダナガーの従兄弟
Danagger's cousin
ケン・ダナガーの失踪後、ダナガー石炭の経営を受け継ぐ。石炭を期日通りに納品できず、言い訳を繰り返す。

#### バジー・ワッツ
Buzzy Watts
ワシントンに影響力を行使する全米荷主連盟の代表。

#### ブロジェット博士
Dr. Blodgett
「プロジェクトX」のデモンストレーションでレバーを引く科学者。

### その他

#### タッガート・ターミナルのタバコ屋の店主
The old man at the cigar stand of the Taggart Terminal
タッガート・ターミナルの中央出口の傍らの小さな売店で、20年にわたりタバコを売っている。物静かで礼儀正しい老人。ダグニーが時折タバコを買いに立ち寄る。
かつてタバコ工場を経営していたが倒産した。
タバコを愛し、世界中のタバコを収集するのが唯一の娯楽で、これまで製造されたあらゆる銘柄に精通している。
ダグニーがヒュー・アクストン博士（道端の食堂のシェフ）からもらったドルマーク入りのタバコの製造元をあらゆる情報源にあたって調べ、「自分が知る限りにおいて、この世で作られたものではない」と結論づける。

#### タッガート大陸横断鉄道の従業員食堂に時々いる下っ端の保線作業員
A track laborer
タッガート・ターミナル地下にあるタッガート大陸横断鉄道の従業員食堂で、エディー・ウィラーズがよく愚痴を聞いてもらっている。エディーから見て「まるで世界には苦しみなんてないかのような顔」をしている。

#### ポップ・ハーバー
Pop Harper
ジェイムズ・タッガートの部下の事務員。ジェイムズの父親の代からの係長。
無気力になっている。

#### エイヤール氏
Mr. Ayers
エイヤール・ミュージック社でリチャード・ハーレイのすべての曲の版権を管理している。

#### ワード氏
Mr. Ward
ミネソタ州の収穫機会社の4代目経営者。50代。地味だが良心的な経営をしている。
取引先の鉄鋼会社がオルレン・ボイルの傘下になって鉄鋼が供給されなくなり、ハンク・リアーデンに助けを求める。

#### ナース（ビジネス社版では“ウェット・ナース”）
Wet Nurse
ハンク・リアーデンの工場を監視するために政府から派遣された、若い官僚。ハンクにまとわりつくので、工員たちから「ナース」（乳母）と呼ばれる。本名は物語の終盤まで明らかにならない。
最初はたかり屋の規範に冷笑的に従っていたが、ハンクの工場での体験を通じ、生産者たちを尊敬し崇拝するようになる。ハンクを陥れる謀略をハンクに知らせようとして銃で撃たれるが、死ぬ直前にハンクに伝えることに成功する。

#### クイン氏
Mr. Quinn
クイン・ボールベアリング社社長。コネティカット州のアマルガメイティッド転轍信号機製作所の向かい側で長くボールベアリング工場を営んできた。
エリス・ワイアットに牽引されたコロラド州の活況を受け、コロラド州に支社を開設することを検討してきたが、「機会均等化法」の成立により支社の設立が不可能になったため、コネティカット州の工場を閉鎖してコロラド州に移転する。

#### 大西洋南部鉄道社長
The president of the Atlantic Southern Railroad
タッガート大陸横断鉄道の競合会社、大西洋南部鉄道の社長。
共同製鉄のオルレン・ボイルが自社に納品予定の構造用形鋼を「ドイツ民国」に送るために世界救済局に売却したとき、「必要はすべてに先んじる」という“犠牲の原則”に反論できず、黙る。
ジェイムズ・タッガートがたかり屋仲間の協力で成立させた「鉄道統一計画」により、タッガート大陸横断鉄道と統一された大陸横断路線の3分の2の保全を負担しながら、「保持する線路の総マイル数」で劣るタッガート大陸横断鉄道以下の収益しか配分されなくなり、自殺する。

#### ウェスリー・ムーチの叔父のジュリアス
Uncle Julius
少年時代のウェスリー・ムーチをかわいがった人物。
金（かね）目当ての結婚をして、後年裕福なやもめ暮らしをする。頭の切れる人間が嫌いで、何人もいる甥と姪の中から、誰よりも凡庸なウェスリーをお気に入りに選ぶ。自分の金（かね）の管理を面倒に思い、ウェスリーに管理を任せたところ、ウェスリーが大学を卒業する頃には管理する金がなくなっていた。